# テッサロニキ

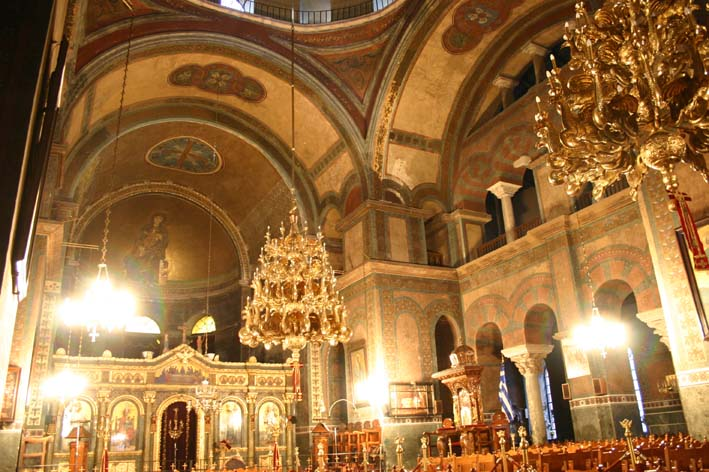
テッサロニキのアギア・ソフィア聖堂。貴重なイコンや壁画が多く残されている。ギリシャ正教会。

テッサロニキ（ギリシア語: Θεσσαλονίκη、ラテン文字転写：Thessaloníki [θesaloˈnici] ( 音声ファイル)）は、ギリシャ北部の都市。エーゲ海のテルメ湾に臨む港街でもある。古代ギリシア語ではテッサロニーケー（Thessalonīkē）／テッサロニケ／テサロニケ（慣用）、中世～現代ギリシア語の実際の発音に近い音写ではテサロニキ／セサロニキとも表記する。テッサロニカ／テサロニカ（ラテン語: Thessalonica）、或いは歴史的にはサロニカ（Salonica）の名でも知られる。
ギリシャでは首都のアテネに次ぐ2番目に大きな都市。中央マケドニアの首府であり、マケドニア・トラキア行政管区（Αποκεντρωμένη Διοίκηση Μακεδονίας-Θράκης）の首府でもある。
2011年の国勢調査による統計でのテッサロニキ自治体の人口は322,240人でテッサロニキ自治体と隣接する自治体で構成される都市的地域のテッサロニキ都市圏の人口は790,824人 であった。バルカン半島ではイスタンブール、アテネ、ブカレスト、ソフィア、ベオグラードに次いで6番目に大きな都市圏を形成し、首都でない都市ではイスタンブールに次いで人口が多い都市である。テッサロニキ大都市圏は周辺地域 1455.62km2の範囲で広がり、2011年現在の人口は1,006,730人に達する。テッサロニキはギリシャ第2の都市として、経済や産業、商業、政治の中心であると共に南東ヨーロッパの交通の一大拠点で、テッサロニキ港はギリシャや南東ヨーロッパの後背地にとっては重要な役割を果たしている。ギリシャにおいて有名な行事が行われたり、様々な時代の遺構が残されていることから文化的な首都であると考えられている。行事には毎年行われるテッサロニキ国際トレードフェアやテッサロニキ国際映画祭などがあり、半年ごとに行われるギリシャ・デゥアスポラの会議が開催される。2014年の欧州青年首都に選ばれている。
テッサロニキは紀元前315年カッサンドロスによって創建され、以来2,300年の歴史がある都市で、ローマ時代には重要な大都市であった。テッサロニキは東ローマ帝国（ビザンツ帝国・ビザンティン帝国）時代には首都コンスタンティノープルに次ぐ帝国第二の都市になっており、市内には多くの著名なビザンティン建築が残されている。その中には世界遺産に登録されたテッサロニキの初期キリスト教とビザンティン様式の建造物群も含まれ、同様にローマ時代やオスマン帝国時代のもの、セファルディムの遺構も残されている。アテネが古代ギリシャを象徴する街なのに対して、中世東ローマ時代のギリシャを象徴する街と言われており、アトス山の修道院共同体もこのテッサロニキが入り口となる。テッサロニキ市のメインとなる大学のアリストテレス大学はギリシャやバルカンでは最大の学生数を誇っている。

## 呼称

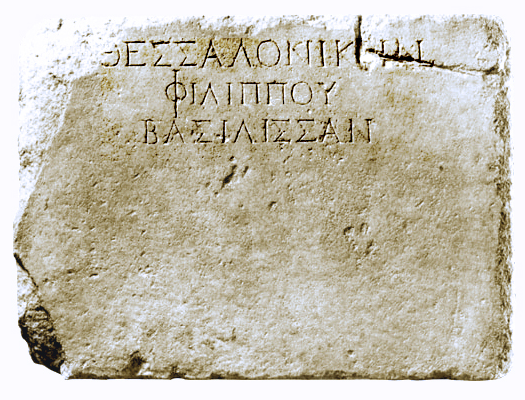
テッサロニカ王妃へと読み取れる碑文　テッサロニキ考古学博物館所蔵

テッサロニキの都市の名称の語源や現在の呼び名のすべてのバリエーションはすべてギリシア神話の神Θεσσαλός（Thessalōs, テッサロース）とΝίκη（Nīkē, ニーケー）を合わせたものから来ており、テッサリアの勝利という意味で、マケドニア王国の王妃テッサロニカの名前はマケドニア王国がクロコスの戦いで勝利した日に生まれたことに由来する。
サロニカ（Salonika, Salonica）はサロニキ （Σαλονίκη, Saloníki）から変化したもので、ギリシャでは一般的に使われ、様々な言語でもテッサロニキの呼称として一般化し、いくつかの西ヨーロッパの言語では共通の呼称になっている。他の言語ではテッサロニキの歴史の中で古代教会スラヴ語ではソルン（Солоунь, Soloun）、ラディーノ語ではサロニカ（Salonika）、トルコ語ではセラーニクやセラニキ（Selanik, Selânik）、オスマン語ではセラーニク（سلانیك）、南スラヴ語群ではソルン(Солун）やロシア語ではサロニキ（Салоники, Saloníki）、アルーマニア語ではサルーナ（Sãrunã）などがある。テッサロニキの地元の発音の仕方では典型的なギリシア語のマケドニア方言の特徴でLの響きが重く深い感じになる。都市名はよく省略されテス（Θεσ/νίκη）と書かれることもある。

## 歴史

### 古代からローマ時代まで
テッサロニキはカッサンドロスにより紀元前315年頃に創建された。カッサンドロスは妻のテッサロニカの名にちなみ、テッサロニケーと名付けたが、テッサロニカはアレクサンドロス大王の異母妹でマケドニアの王妃でピリッポス2世の娘である。マケドニア王国支配下のテッサロニキは徐々に都市としての重要性が高まっていった。
マケドニア王国が紀元前168年に倒れると、テッサロニキは共和政ローマの自由都市となり、ディラキウムとビュザンティオンを結ぶ エグナティア街道に面した交易の要衝となり、大商業地のローマやビザンティオンとの間の交易が促進された。テッサロニキはまたバルカン半島を南北に大モラヴァ川やアクシオス川に沿って走る街道の南端でギリシャとバルカンの諸都市を結んでいた。テッサロニキは後にローマのマケドニア地方にある4地区のうちの1地区の首府となり 、その後はバルカン半島での重要性から属州の首都となった。ローマ帝国にあったテッサロニキはキリスト教の拡大の中心として重要で、パウロによって新約聖書の一書テサロニケの信徒への手紙一が書かれている。
ローマ帝国がテトラルキアにより分割統治されるようになると、テッサロニキは4分割された帝国のうちガレリウスが統治する領域の首府となり、ガレリウスは宮殿や新しい競馬場 (en) 、ガレリウスの凱旋門、ロトンダなどの建設を命じた。
379年、ローマのイリュリア県 (en) は東西のローマ帝国に分割され、テッサロニキは新しいイリュリア県の首府となった。390年、ゴート族Buthericusの逮捕のために、テオドシウス1世が派遣した軍によるテッサロニカの虐殺が起こった。（ギリシアの歴史に残る最初の虐殺である。en:List of massacres in Greeceを参照。）476年に西ローマ帝国が倒れると (en) とテッサロニキは東ローマ帝国の中では2番目に大きな都市となる。

### 中世・東ローマ時代

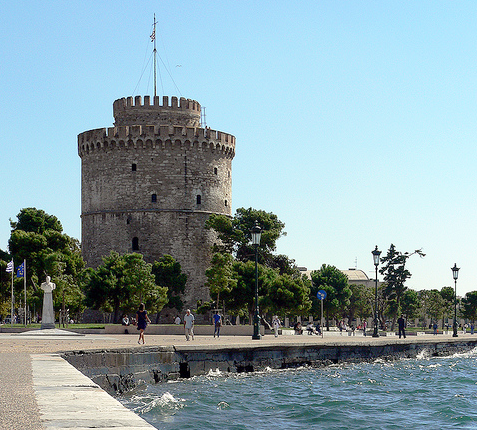
ホワイトタワー

東ローマ帝国の初期、テッサロニキはコンスタンティノープルに次いで2番目に大きな都市であったと考えられ、その地位は1423年にヴェネツィア共和国の支配に代わるまで保っていた。14世紀のテッサロニキの人口は100,000人程度で、当時のロンドンを凌いでいた。
6世紀から7世紀にかけテッサロニキ周辺ではアヴァールやスラヴ人が侵入し、テッサロニキを幾度も包囲したがいずれも失敗している。これまでの歴史的な 文献では多くのスラヴ人がテッサロニキの後背地に居住したとされるが、この移住は実際にはこれまで考えられてきたものより小規模なものである。
9世紀になるとテッサロニキ出身のキュリロスとメトディオスによりスラヴ人にとっては最初の文字であるグラゴル文字が考案された。古代教会スラヴ語は当時、このテッサロニキなどマケドニア地方で話されていたスラヴ人の言葉を基にしているとされている。
904年にアラブの侵入によって短い間、テッサロニキは攻略された（en:Sack of Thessalonica (904)）。テッサロニキは12世紀のコムネノス王朝期にも経済成長は継続し、東ローマは北へと支配を広げた。1204年に第4回十字軍によりコンスタンティノープルが包囲 (en) された時、テッサロニキは東ローマの支配を離れ ラテン帝国の最大の隷属国となった。1224年、テッサロニキ王国は東ローマの亡命政権であるテオドロス1世コムネノス・ドゥーカスのエピロス専制侯国により侵略された。テオドロス1世は自ら皇帝と称し その首都となった。この時代のエピロス専制国はテッサロニカ帝国としても知られていた。1230年にクロコトニッツァの戦いで打ち負かされると、エピロス専制侯国は1246年に再び力が回復するまで第二次ブルガリア帝国属国で、この時ニカイア帝国であった。1342年になると船員や貧民による反貴族主義のテッサロニキ・ゼアロットが隆盛し、今日では社会革命と言われている。町は事実上、帝国からは独立している状態にあり ゼアロットの運動は1350年に打倒され、町は帝国に再統合された。1423年、アンドロニクス専制公によりテッサロニキは統治されていたがオスマン帝国からの防御を期待しヴェネツィア共和国に割譲されている。1422年から1430年にかけオスマンにより封鎖されたが、1430年3月29日にムラト2世に攻略されるまではヴェネツィア側が押させていた。テッサロニキのランドマークでもあるホワイトタワーはこの頃に築かれたものである。

### オスマン帝国時代
テッサロニキは攻略されると一時的に市民に対する酷い扱いや 略奪などから多くの人口が流出し その中には知識人も含まれていた。しかしながら、オスマン時代になってもテッサロニキの帝国の大都市や交易の中心としての地位や評判は変わることはなかった。テッサロニキやスミルナ（現在のイズミル付近）はコンスタンティノープルよりは小さいがオスマン帝国にとっては交易の中枢として重視されていた。テッサロニキは海運だけでなく手工業でも重視されそのほとんどはギリシャ人が取り仕切っていた。
オスマン支配期にはムスリムやユダヤ人の人口が増加している。1500年の記録ではギリシャ人7,986人、ムスリム8,775人、ユダヤ人3,770人であったとされる。1519年にはセファルディムが15,715人で都市人口の54%を占めていた。一部の歴史家からはオスマン統治の時代に民族的にギリシャ人（東方正教徒）を阻止するための手段としてユダヤ系の人々を招き入れたと言う説もある。

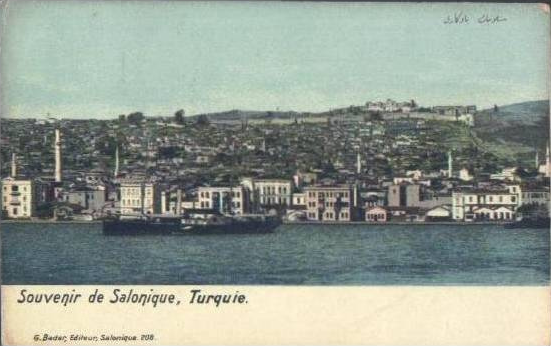
オスマン支配下のテッサロニキの絵葉書

テッサロニキは1826年までルメリ州内のセラーニクサンジャクの首府で、その後は1864年までサロニカ州の首府であった。テッサロニキはまたイェニチェリの本拠地で新参のイェニチェリが訓練を受けていた。1826年6月にオスマン帝国の常備兵がイェニチェリの基地の攻撃と破壊を行い10,000人以上のイェニチェリが殺され、オスマンの歴史の中ではアウスピキオス事件として知られている。

### オスマンの終焉から第一次世界大戦まで
20世紀初期、テッサロニキは反オスマンの様々な急進的なグループの活動の拠点で、1903年にマケドニア委員会がマケドニア人の内部マケドニア革命組織（IMRO）は1893年に設立された。1903年にアナキズムのグループで知られたテッサロニキの船乗りはIMROの支援によりテッサロニキ市内の建物の爆破を計画しその中にはオスマン銀行も含まれていた。オスマンのセラーニク（テッサロニキ）におけるギリシャの執政政府（現在のマケドニア闘争博物館）はギリシャゲリラの活動の中心に使われた。1908年に青年トルコ人運動がテッサロニキでは隆盛し、青年トルコ人革命へと発展している。

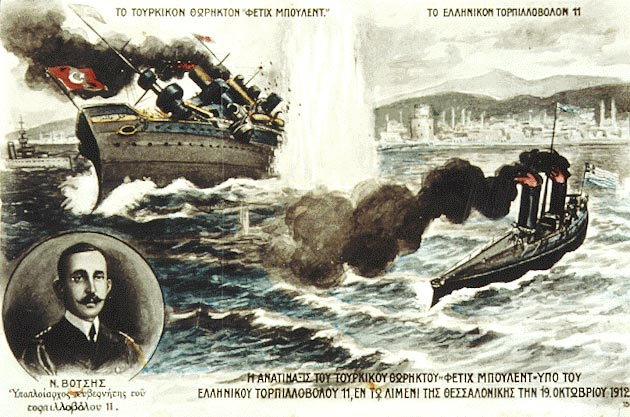
第一次バルカン戦争時（1912年）の弱体化したトルコのフェトヒ・ビュレント級装甲艦

第一次バルカン戦争時、ギリシャはオスマン帝国からの独立を宣言し国境を拡大させた。当時の首相エレフテリオス・ヴェニゼロスは軍にテッサロニキかモナスティル（現在のマケドニア共和国のビトラ）どちらに進軍するべきか尋ねられた時、「すべてをテッサロニキへ！」と応じておりテッサロニキへ進軍している。ギリシャとブルガリア王国は両国ともテッサロニキを要求しており、両者は市内に入りオスマンの駐屯隊と交渉を行っていた。1912年11月8日（10月26日旧暦）の守護聖人の聖デメトリウスの祭日にギリシャ軍はオスマン軍の降伏を認めた。ブルガリアの軍隊がその後、降伏したテッサロニキに1日後に到着し、統治者であったタシンパシャはブルガリアの当局者に「私には一つのテッサロニキだけであり、もう降伏している。」と述べている。1913年3月18日、第二次バルカン戦争後、テッサロニキやマケドニアのギリシャ部分の残りの部分が正式に1913年のブカレスト条約によって統合された。ギリシャの国王ゲオルギオス1世がテッサロニキ訪問中に暗殺されるという事件が起こった。

### 第一次世界大戦時から第二次世界大戦まで
第一次世界大戦時の1915年、連合国の遠征部隊はテッサロニキに親ドイツのブルガリアに対して作戦を行うため基地を設立した。マケドニア戦線またはサロニカ戦線が設けられ最高潮に達している。1916年に親ヴェネニゼリズムの軍の将校や市民は共に連合国を支持し、国防運動を始め親連合国の臨時政府「テッサロニキ国」を発足しせ、バルカン戦争後に獲得したマケドニアを含むギリシャ北部のほとんどと、北エーゲ、クレタ島の新しい領域を支配し、公式の政府であるギリシャ王国はもともとある王国の領域を支配していた。両者は対立していた。 テッサロニキ国はその後廃止され、ヴェニゼロスの下新政府が発足するが、ヴェニゼロス自身は自ら率いる政党の敗北から退き1917年にコンスタンティノス1世が王位に就き王制が復活する。

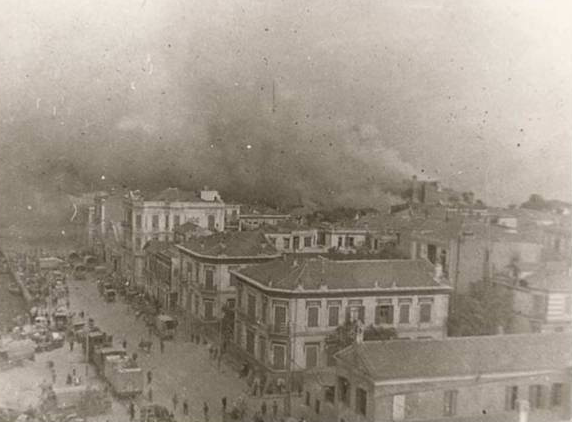
1917年のテッサロニキ大火で燃える中心部の建物

1917年8月18日に人気の無い厨房から出た火によって偶然起こった大火によってテッサロニキ旧市街の建物のほとんどは焼失した。この大火は市中心部に燃え広がり、72,000人が住居を失い 、Pallisの報告書によればその多くは50,000人はユダヤ人たちであった。多くの仕事が失われ、70%は失業している。また、多くの宗教施設も失われている。当時、およそ271,157人居たテッサロニキの人口のうち4分の1の市民は家を失っていることになる。大火の跡、当局はテッサロニキの街をヨーロッパ風の都市計画に刷新するため直ぐの再建は禁止しトーマス・モーソンを含む建築家グループやフランスの建築家エルネスト・エブラールによる新しい近代都市が築かれた。

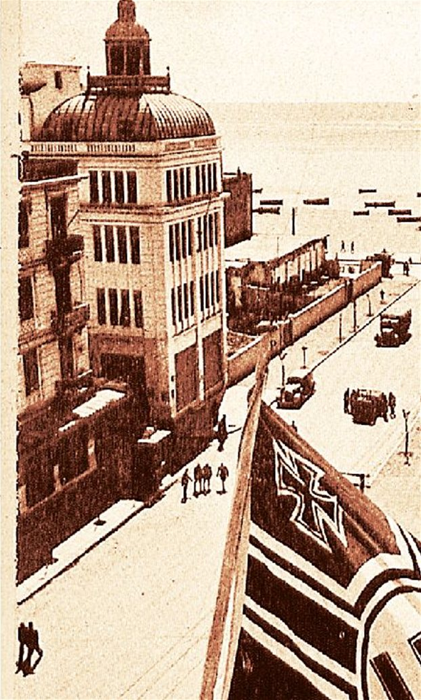
枢軸国に占領された当時のエルフセリアス広場

希土戦争によってギリシャがトルコに敗北し、オスマン帝国が終焉を迎えるとトルコとギリシャの間で大規模な住民の交換が行われた。160,000人を超えるギリシャ人が以前、オスマン帝国領であった土地を追われテッサロニキに再定住することになり、民族構成の割合が変わることになった。ムスリムたちは20,000人の範囲でトルコに追放されている。
第二次世界大戦時、テッサロニキはファシスト下のイタリア王国から激しい爆撃を受け、1940年9月には232人の死者と871人の負傷者、800以上の建物で被害を受け、ギリシャ・イタリア戦争でイタリアが苦戦を強いられた後に1941年4月8日にナチス・ドイツの占領下に入り1944年10月30日にギリシャ人民解放軍に解放されるまでその支配下にあった。ナチスドイツによりテッサロニキに居たユダヤ人は強制収容所に43,000人が連行されホロコーストの犠牲となった。この間、ナチスの傀儡政権であるギリシャ国の支配下にあった。

### 現代まで
第二次世界大戦後、テッサロニキでは大規模な再建と再開発事業によって新しいインフラの整備や産業の創出が1950年代から1970年代を通じて行われた。テッサロニキの長い歴史で蓄積された貴重な建築物などの文化財は都市に観光地としての価値を加え、テッサロニキの初期キリスト教とビザンティン様式の建造物群はユネスコの世界遺産に1988年登録されている。1997年、テッサロニキは欧州文化首都に選ばれ 様々なイベントがテッサロニキ市内やその周辺で行われた。当時、設立された国際的な文化活動は2010年現在でも残されている。2004年に開催されたアテネオリンピックではテッサロニキではいくつかのサッカー関連のイベントを主催している。

## 地理

### 地勢

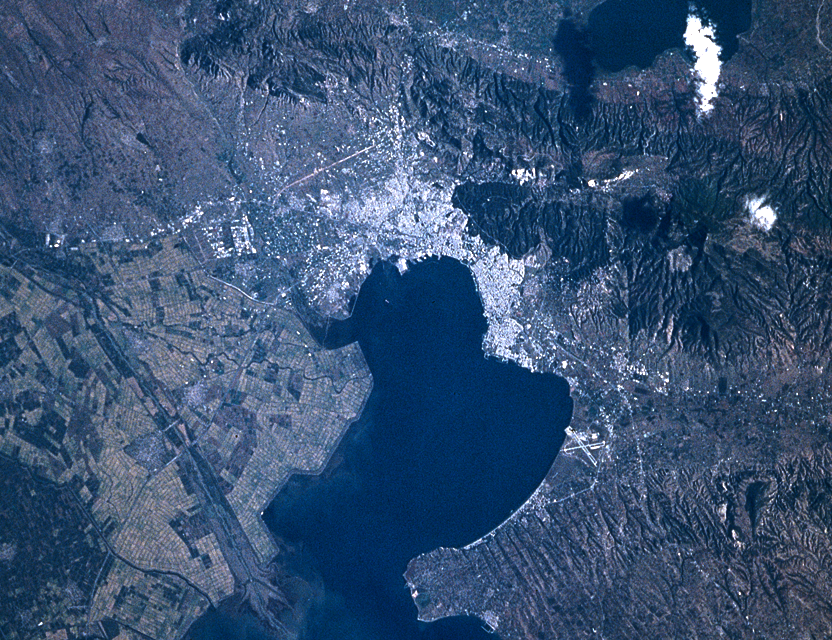
テッサロニキの衛星写真 (1996)

テッサロニキはテルマイコス湾の北東岸に位置し、南東部はホルティアティス山の範囲に位置する。印象的な山脈や丘陵、断層線はとくに南東方向に向かって走っており、歴史的にテッサロニキの都市に対して地質的な変化をもたらす傾向がある。中世以来、テッサロニキでは大きな地震が発生しておりとくに1759年、1902年、1978年、1995年の地震は特筆される。1978年6月19日、20日に発生した1978年テッサロニキ地震ではマグニチュード5.5、6.5 を記録している。いくつかの建物や古代の遺跡は損害を受けている が、町は大きな災害からは持ちこたえ大きな問題は無かった。2度目の地震でテッサロニキ中心部のアパートメントが倒壊し、多くの死者が出、最終的には51名に達した。

### 気候
海に面したテッサロニキの気候は直接的にその影響を受けている。テッサロニキの気候はケッペンの気候区分では温暖湿潤気候（Cfa）とステップ気候（BSkまたはBSh）の境界に位置し、年平均降水量は440ミリメートル (17 in) でプロクレティイェ山脈の雨蔭から西風で乾燥している。霧は良く発生し年間平均193日は発生している。テッサロニキは大陸性気候と地中海性気候の気候帯が変化する地点に位置し、気候表にはその特徴が表れている。冬季は比較的乾燥し、朝方に良く霧が発生している。降雪は毎冬見られるが数日間も続くことはない。その間は冬の最も寒い期間にあたり気温は−10 °C (14 °F)以下になる。テッサロニキでの今までの最低気温の記録は  −14 °C (7 °F)で年平均32日は0 °C (32 °F)以下を記録する日がある。最寒月は1月で24時間の平均気温は6 °C (43 °F)である。風もまた通常は冬に見られ、1月には平均風速26 km/h (16 mph)の風が吹く。テッサロニキの夏は暑く夜はやや湿度が高い。最高気温は通常30°C (86F)程度まで上がるが希に40 °C (104 °F)まで上がり何日間は平均して32 °C (90 °F)を超える。テッサロニキの最高気温の記録は42 °C (108 °F)である。夏の期間は普通の雨は滅多に降らず主に激しい雷雨があり、強い熱波もテッサロニキでは起こる。最暖月は7月で24時間の平均気温は 26 °C (79 °F)である。6月や7月の平均風速は20キロメートル毎時 (12 mph)である。
| テッサロニキの気候                                                                   | テッサロニキの気候 | テッサロニキの気候 | テッサロニキの気候 | テッサロニキの気候 | テッサロニキの気候 | テッサロニキの気候 | テッサロニキの気候 | テッサロニキの気候 | テッサロニキの気候 | テッサロニキの気候 | テッサロニキの気候 | テッサロニキの気候 | テッサロニキの気候 |
| 月                                                                                   | 1月                | 2月                | 3月                | 4月                | 5月                | 6月                | 7月                | 8月                | 9月                | 10月               | 11月               | 12月               | 年                 |
| ------------------------------------------------------------------------------------ | ------------------ | ------------------ | ------------------ | ------------------ | ------------------ | ------------------ | ------------------ | ------------------ | ------------------ | ------------------ | ------------------ | ------------------ | ------------------ |
| 平均最高気温 °C （°F）                                                               | 9.3 (48.7)         | 10.9 (51.6)        | 14.2 (57.6)        | 19.0 (66.2)        | 24.5 (76.1)        | 29.2 (84.6)        | 31.5 (88.7)        | 31.1 (88)          | 27.2 (81)          | 21.2 (70.2)        | 15.4 (59.7)        | 11.0 (51.8)        | 20.38 (68.68)      |
| 日平均気温 °C （°F）                                                                 | 5.3 (41.5)         | 6.6 (43.9)         | 9.4 (48.9)         | 13.3 (55.9)        | 18.3 (64.9)        | 22.8 (73)          | 25.1 (77.2)        | 24.7 (76.5)        | 21.1 (70)          | 16.0 (60.8)        | 11.1 (52)          | 7.0 (44.6)         | 15.06 (59.11)      |
| 平均最低気温 °C （°F）                                                               | 1.3 (34.3)         | 2.2 (36)           | 4.5 (40.1)         | 7.5 (45.5)         | 12.1 (53.8)        | 16.3 (61.3)        | 18.6 (65.5)        | 18.3 (64.9)        | 14.9 (58.8)        | 10.8 (51.4)        | 6.8 (44.2)         | 3.0 (37.4)         | 9.69 (49.44)       |
| 降水量 mm （inch）                                                                   | 36.8 (1.449)       | 38.0 (1.496)       | 40.6 (1.598)       | 37.5 (1.476)       | 44.4 (1.748)       | 29.6 (1.165)       | 23.9 (0.941)       | 20.4 (0.803)       | 27.4 (1.079)       | 40.8 (1.606)       | 54.4 (2.142)       | 54.9 (2.161)       | 448.7 (17.664)     |
| 平均降水日数                                                                         | 11                 | 8                  | 9                  | 9                  | 10                 | 7                  | 4                  | 3                  | 5                  | 8                  | 11                 | 11                 | 96                 |
| 平均月間日照時間                                                                     | 124                | 140                | 155                | 240                | 279                | 300                | 372                | 341                | 240                | 186                | 120                | 120                | 2,617              |
| 出典：World Meteorological Organization (UN), BBC weather for data of sunshine hours |                    |                    |                    |                    |                    |                    |                    |                    |                    |                    |                    |                    |                    |

## 行政

テッサロニキ都市圏とテッサロニキ大都市圏の範囲 2011年現在

### テッサロニキ都市圏の自治体
2011年1月1日に行われた「カリクラティス改革」と呼ばれる大規模な地方制度改革によってギリシャの行政区画は大きく再編された。テッサロニキでもテッサロニキの都市的地域を構成していたテッサロニキ都市圏の13の独立した基礎自治体は6の独立した基礎自治体(Δήμοι)と他の自治体に吸収された1地区(Δημοτική ενότητα)に再編され、これにより「テッサロニキの街」は構成されている。テッサロニキの都市的地域に含まれる自治体は最大の人口で中心部のテッサロニキと、カラマリア、ネアポリ＝シキエス、パヴロス・メラス、コルデリオ＝エヴォスモス、アンベロキピ＝メネメニの6つの基礎自治体と以前は独立した自治体で現在はピレア＝ホリティアティスに含まれるピレアである。カリクラティス改革以前は多くのかなり小規模な自治体により構成され官僚的な問題が生じていた。

### その他
テッサロニキにはギリシャでは首都アテネに次いで2番目に大きな都市である。ギリシャ北部では有力な都市であり、中央マケドニアやテッサロニキ県の首府となっている。ギリシャ政府の行政機関マケドニア・トラキア総局がテッサロニキを本拠地としおり、事実上のマケドニア地方の主都である。毎年恒例の演説でギリシャの首相は政権を運営して行く上で多くの課題があり、例えば経済的なことであるとテッサロニキ国際トレードフェアの開催初日の夜に表明している。2010年に起こったギリシャ経済危機の最初の月にギリシャの全閣僚がテッサロニキに集まり将来について話し合っている。

## 都市景観

### 建築物

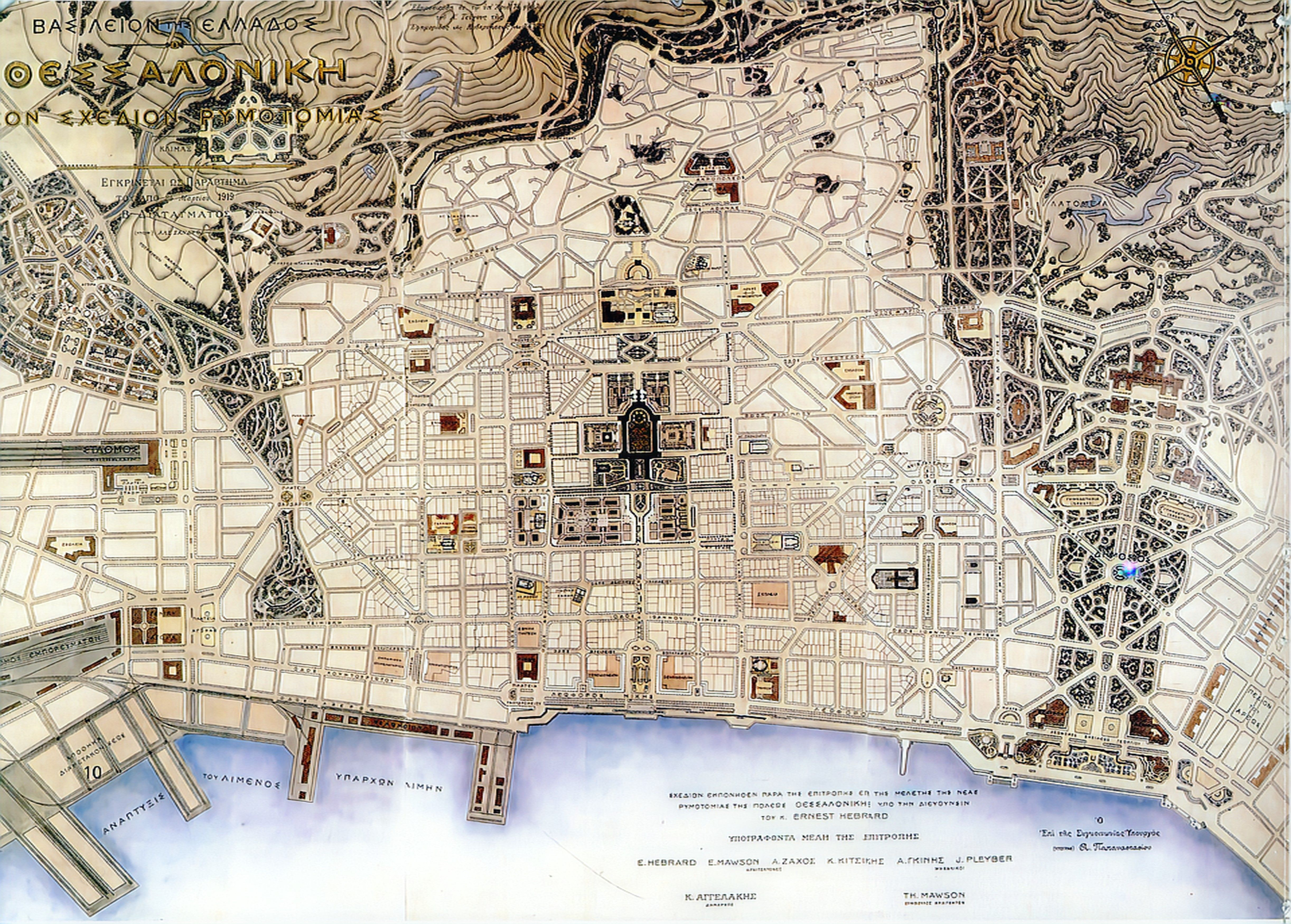
エルネスト・エブラールによって計画されたテッサロニキ中心部

テッサロニキの建築物はバルカン半島で都市がすべての歴史の中で中心として開発された結果である。商業的な重要性と並びテッサロニキは軍事的にも行政的にも多くの世紀でこの地域の中枢で、他のヨーロッパやレバント（シリア、レバノン、ヨルダン、イスラエル、パレスチナ）などと結ばれ商人や難民などがヨーロッパ各地からテッサロニキやって来て住み着いた。繁栄の新時代には商業や公共の建物を必要とし、大規模な建築物が町の中心部に築かれていった。この間の建築物には銀行、大規模な宿泊施設、劇場、倉庫、工場である。
街並は1870年以後大きく変わり、海辺の要塞が大規模な桟橋に取って代わり町のホワイトタワー周辺の古い城壁の多くは壊された。ホワイトタワーは今日ではテッサロニキの主要なランドマークとなっている。初期ビザンティンの城壁の取り壊しによってテルマイコス湾沿岸に沿って市街地が東西に広がることになった。
エルフセリアス広場が海側に向かって広げられ新しい町の商業の中心が完成し、当時テッサロニキではもっとも活気がある広場と見なされていた。都市は成長し労働者は工場や産業立地が近い西側に移動し、その間中産階級や上流階級は徐々に都市の中心から東郊に移動しており主にビジネスから離れた人々である。1917年、破壊的な大火が町を襲い何も出来ないまま32時間燃え続けていた。この大火によって町の歴史的な中心や大部分の考古学的な遺産は損害を受けたが、テッサロニキは多くの近代的な建物で満たされるようになり、よりヨーロッパ的な町の中心となり対角線型の通りの整備や記念碑的な広場も含まれた。

### 中心部
1917年のテッサロニキ大火後、トーマス・モーソンやエルネスト・エブラールを含む建築や都市計画家のチームとフランスの建築家はビザンティン時代を基礎としたテッサロニキ中心部の再建案を選択した。新しい都市計画の軸には、対角線状の通りや記念碑的な広場、交通の流れをスムーズにする格子状の通りが含まれていた。1917年の計画には将来の人口増加や通りや道路網の拡張なども含まれ、今日でも十分な状態にある。再建策には公共の建物やビザンティンの教会やオスマンのモスクなどの復興も含まれていた。
今日のテッサロニキ中心部では計画に含まれた設計の特徴が含まれ、市内にあるほとんどの公共の建築物や歴史的な場所、娯楽箇所の他、店舗などを形作る場所である。中心部の多くの建物やアーケード、小道はアール・ヌーヴォーやアール・デコなどそれぞれ異なった建築様式が特徴付け、それらの多くを見ることが出来る。テッサロニキの中心部は歴史の中心地区とも呼ばれ、いくつかの地区に分けられる。その中にはタヴェルナ（飲食店）や娯楽施設が多いラダディカ、中央市場があるカパニ（Kapani）、ディアゴニス（Diagonios）、ナウアリノウ（Nauarinou）、ロトンタ（Rotonta）、アギア・ソフィア（Agia Sofia）、イッポドロミオ（Ippodromio）（ホワイトタワー）があり、これらの地区はテッサロニキの中心部アリストテレス広場の周辺に位置する。
中心部の西側にはテッサロニキ裁判所、テッサロニキ新駅、テッサロニキ港があり、東側には2つの大学、テッサロニキエキシビションセンター、テッサロニキのメインスタジアムであるカフタンゾグリオスタジアム、考古学とビザンティンの博物館、新市庁舎、中央公園や庭園がある。中央通りはテッサロニキ中心部を通る動脈でエルネスト・エブラールが設計した。エルネストの計画にはツィミスキ通りやエグナティア通り、ニキス、ミトロポレオス、ヴェニゼロウ、聖デメトリウス通りなどが含まれている。

### アノ・ポリ

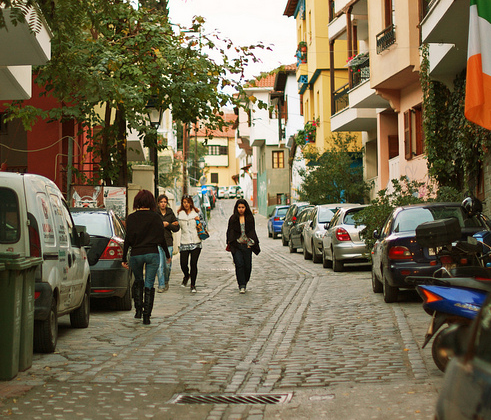
アノ・ポリの通り

上町、旧市街を意味するアノ・ポリはテッサロニキ市街北部の文化遺産として登録され、1917年のテッサロニキ大火には襲われることはなかった。テッサロニキの中でももっとも歴史がある地区を構成し、小さな石の石畳の通りや古い広場、ギリシャ様式やオスマン様式の建築物の特徴が残されている。アノ・ポリはテッサロニキでは一番標高が高い場所でテッサロニキの「アクロポリス」がある場所で、ビザンティンの要塞であるヘプタピルギオン要塞と多くのオスマンとビザンティンの建造物が残されている。この地域はΣεϊχ Σου森林国立公園への入口にもなっており、円形状のテッサロニキ市街やテルマイコス湾の景色を特徴としている。見通しが良い日には湾を挟んで100km先の水平線の先にそびえるオリンポス山を望むことが出来る。

### テッサロニキ南東部
1920年代までテッサロニキ南東部はテッサロニキではもっとも裕福な住宅地で当時、テッサロニキの一番外縁の郊外部を形成しテルマイコス湾に近く田園地帯を意味するExochesと呼ばれた。今日、テッサロニキ南東部にもテッサロニキ市街が拡大しいくつもの通りが通り、テッサロニキ南東部のカルマリアやピライアにも広がっており中心部のホワイトタワーからは9kmほど離れている。
テッサロニキ南東部は現代的な建築物と高層住宅が建ち、中産階級の住宅地と見なされテッサロニキの人口の半分以上が居住する。今日、この地域には3つのメインとなるサッカースタジアムとテッサロニキコンサートホール、スポーツ複合施設の他、歴史的な邸宅が保存され博物館や文化施設として使われている。カラマリアはテッサロニキ南東部に位置する自治体である。テッサロニキ近郊の街として様々なものが求められる場所となると、多くのオープンスペースやハイエンドなバーやカフェ、娯楽施設が立地するようになった。沿岸のプラスティラ通りは顕著である。

### テッサロニキ北西部
テッサロニキ北西部は産業と労働者が常に関連付けられるが、1920年代の都市の成長によって労働者が工場や産業を求めて移動したためである。今日では多くの工場や産業がさらに西や急速な経済成長が経験した南東部に移動している。多くの工場は周辺部に建設された軍用地が公園に転換されるのを待っているうちに文化センターに変わっている。テッサロニキ北西部は市内に入って来る通りの入口でMonastiriou、 Lagkada、26is Septemvriouが通り、A1高速道路も通り市内へと入って行く。北西部はマケドニア中央バスターミナルや連合国軍の共同墓地（Zeitenlik）がある。近年では大規模な娯楽施設やショッピングセンターの整備が進んだ。

### 初期キリスト教とビザンティン様式の建造物

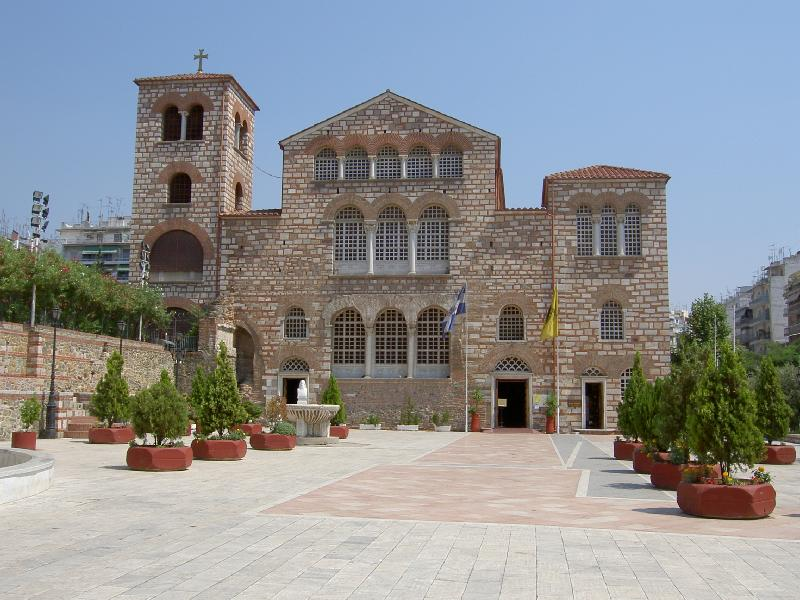
アギオス・ディミトリオス聖堂

テッサロニキは初代教会や東ローマ帝国時代には重要な都市で、いくつかの初期キリスト教の記念物が残されビザンティン美術やビザンティン建築の発展に東ローマ帝国やセルビア全体に貢献している。都市が継続して発展していた時のビザンティン建築の発展とテッサロニキの繁栄は、帝国が創建した最初の年代に関連している。4、5世紀にローマ皇帝ガレリウスのロトンダと凱旋門や最初の教会ディミトリオス聖堂が造られた。8世紀、テッサロニキは東ローマ帝国の行政の中心となり多くの東ローマ帝国やバルカンの事柄を扱った。この間、テッサロニキではより卓越した教会が造られ、現在ではそれらは世界遺産に登録されたテッサロニキの初期キリスト教とビザンティン様式の建造物群である。1430年にテッサロニキがオスマン帝国の支配下に入ると多くの教会はモスクに転換されたが、今日でもこれらの教会は残っている。
アギオス・ディミトリオス聖堂や市内の他の多くの記念物は1917年の大火により焼失したが、その後再建されている。第二次世界大戦中は市内の広い範囲で爆撃を受け、多くの初期キリスト教と東ローマの建造物は大きな被害を受けた。多くの場所では1980年代まで修復されなかった。テッサロニキは他のギリシャの都市に比べて多くの場所が世界遺産に登録され、その数は15に上る。これらは1988年以来のものである。

### テッサロニキ2012プログラム
テッサロニキがギリシャに戻った1912年から100年とみなされる記念に政府は大規模なスケールでテッサロニキの街を再開発するプログラムを発表した。これはテッサロニキが直面する、環境や都市空間の問題に取り組むことを目的としている。計画によってテッサロニキの都市の様相は大きく変わり 、テッサロニキ国際トレードフェアが行われるテッサロニキ国際エキシビションセンターは市中心部からは移転し跡地には大規模な都市公園が整備され、沿岸部の再開発も計画されている。また、市内の多くの軍事基地や工場は大規模な公園や文化施設が造られ 、再開発が完了している港やLachanokipoiやDendropotamos の港に近い地区では商業地区として超高層建築物の開発の可能性もある。将来的には新しい広い道路を郊外に整備しテッサロニキ中心部は歩行者専用の空間にする。さらに森林国立公園Seich Sou の拡大や、旧市街へのアクセスの改善も含まれている。大臣の発言ではこれらの計画には15年かかり完成は2025年が予定されている。
計画の一部は市街東側のウォーターフロントを活性化させる手段で Nea Paraliaはモダンで活気がある設計になっている。テッサロニキ自治体は市内の再開発とくにウォーターフロントの予算に2011年単年度で2820万ユーロあまりを充てている。2011年8月にテッサロニキヨットクラブからホワイトタワーまで延ばす残りのウォーターフロントの活性化l計画が始まった。これにより次の2年間で新しい公園が完成、合計で2000千万ユーロがかかる。すでに完成しているNea Paraliaには12のテーマ別の公園と13kmの連続的な遊歩道が沿岸に沿って整備される。

## 経済

テッサロニキのGDPの経年変化

ギリシャのGDPに占めるテッサロニキの割合　赤がテッサロニキ。黄がアッティカ、青が残りのギリシャの地方

テッサロニキがバルカン半島で経済の中枢として傑出するようになったのはローマ帝国の統治下にあった時代である。パクス・ロマーナと都市の戦略的な場所により、ローマとビュザンティオン（後のコンスタンティノープル、現代のイスタンブール）の間をエグナティア街道を介してテッサロニキを通る交易が促進された。エグナティア街道はローマ帝国とアジアの国との間を重要な通商ルートとして機能し、とりわけシルクロードと関連している。ローマ帝国が東ローマ帝国と西ローマ帝国に分割されると、テッサロニキはコンスタンティノープルに次いで帝国内では経済的に2番目に大きな都市となった。東ローマ統治下、テッサロニキはバルカン半島では最大の港が立地していた。東ローマの後、1423年にヴェネツィア共和国の統治下に入り、その後はオスマン帝国の統治下に入る。オスマン統治下でのテッサロニキはバルカン半島でもっとも重要な交易での位置を保っている。オスマン時代、手工業や造船、交易はテッサロニキの都市経済を支える分野を担っており、この時代の交易は主にギリシャ人が担っている。
歴史的にテッサロニキの経済を担う産業にはタバコ産業が含まれる。1946年にはギリシャのタバコ会社の35%がテッサロニキに本社を置いており、1979年には44%が置いていた。銀行業もテッサロニキの経済を担っていたもので、オスマン時代にはテッサロニキは西ヨーロッパからの投資の中心でテッサロニキ銀行 (フランス語: Banque de Salonique)は1909年に2,000万フランス・フランの資本を有していた。
市内にあるテッサロニキ港はエーゲ海域にある港では最大規模の港の一つで自由港でもあり、バルカン半島を後背地に抱える主要な海の玄関口である。2010年の製品取扱量は1,580万トンで、ギリシャではアイイ・テオドリに次いで取扱量が多く、コンテナ取扱量は273,282TEUでピレウスに次いで取扱量が多い。この結果、テッサロニキはすべての南東ヨーロッパにとって重要な輸送の要衝で、とりわけ近隣国との貿易において役割を果たしている。近年テッサロニキは地中海東部の主要なクルージング港になり始めている。ギリシャの観光省はテッサロニキは2番目に重要な商業港と考え、ロイヤル・カリビアン・インターナショナルはテッサロニキ港からの就航地の追加に関心があることを表明している。
近年では多数のテッサロニキにある工場は、企業がより賃金の安価な労働力を求め他の地域に移転したことにより閉鎖されている。この中には最大規模の企業であったグッドイヤーの工場や、AVEZ（ギリシャ北部で1926年に建設された初の工場）、VIAMIL（ΒΙΑΜΥΛ）が含まれる。それにもかかわらず、テッサロニキはバルカン半島のビジネスの中枢として今でも残っており、多くのギリシャ系の企業がテッサロニキに本社を置き、自動車製造業のELBO、乳業のMevgal、ソフトウェア企業のMLS Multimediaがある。MLS Multimediaはアテネ証券取引所に上場し、2012年にギリシャで最初に組まれたスマートフォンを導入している。
2009年のテッサロニキ県の域内総生産は213億2100万ユーロでギリシャの県の中では2番目に多くこれはバーレーンやキプロスの国内総生産に匹敵する。一人当たりの域内総生産は18,400ユーロで15位であった。購買力平価（PPP）はテッサロニキ県内では229億9800万ユーロで一人当たりでは19,800ユーロ（15位）であった。EU平均と比べるとテッサロニキのGDPはEU平均の78%で、PPPではEU平均の84%である。テッサロニキ県のギリシャ経済に占める割合は9.2%で、2009年の経済成長率は-1.6%であった。2010年以降のギリシャ経済の悪化に伴って現在ではさらに経済は減速しており、行政部門でも効率化が求められ清掃部門の民営化計画に対し自治体職員と警察との間で衝突が起きた。

## 統計

### 過去の民族構成

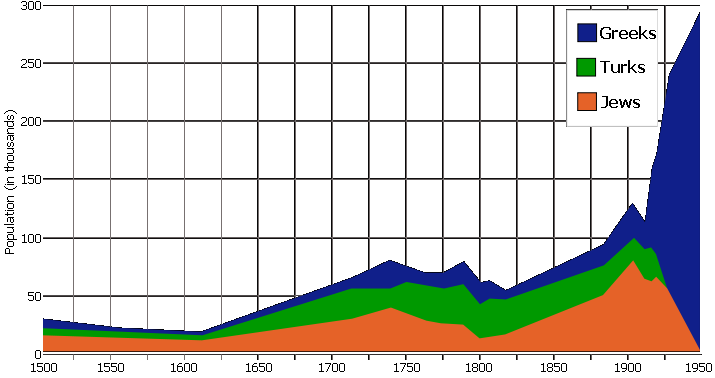
1500年から1950年までのテッサロニキの民族構成の変化

19世紀終わりから20世紀初期にかけての民族構成の変化は以下の通りである。
| 年       | 人口合計 | ユダヤ人 | トルコ人 (ムスリム) | ギリシャ人 | ブルガリア人 | ロマ  | その他 |
| -------- | -------- | -------- | ------------------- | ---------- | ------------ | ----- | ------ |
| 1890年   | 118,000  | 55,000   | 26,000              | 16,000     | 10,000       | 2,500 | 8,500  |
| 1913年頃 | 157,889  | 61,439   | 45,889              | 39,956     | 6,263        | 2,721 | 1,621  |

### 人口増加
テッサロニキ自治体はテッサロニキの都市的地域であるテッサロニキ都市圏を構成する自治体の中ではもっとも人口が多い自治体である。だが、最新の国勢調査によればテッサロニキ自治体の人口は減少しているが都市的地域での人口増加は維持されている。テッサロニキ大都市圏の基礎を形作る自治体の合計人口数は最新の2011年の国勢調査によれば1,006,730人であった。
| 年   | 自治体  | 都市的地域 | 大都市圏  | 順位 |
| ---- | ------- | ---------- | --------- | ---- |
| 2001 | 363,987 | 786,212    | 954,027   | 2位  |
| 2004 | 386,627 | –          | 995,766   | 2位  |
| 2011 | 322,240 | 790,824    | 1,006,730 | 2位  |

### テッサロニキのユダヤ人

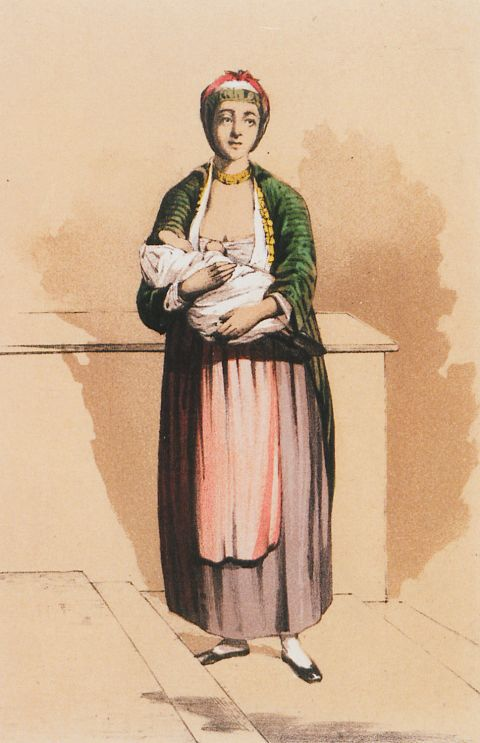
19世紀後半のテッサロニキのユダヤ人女性

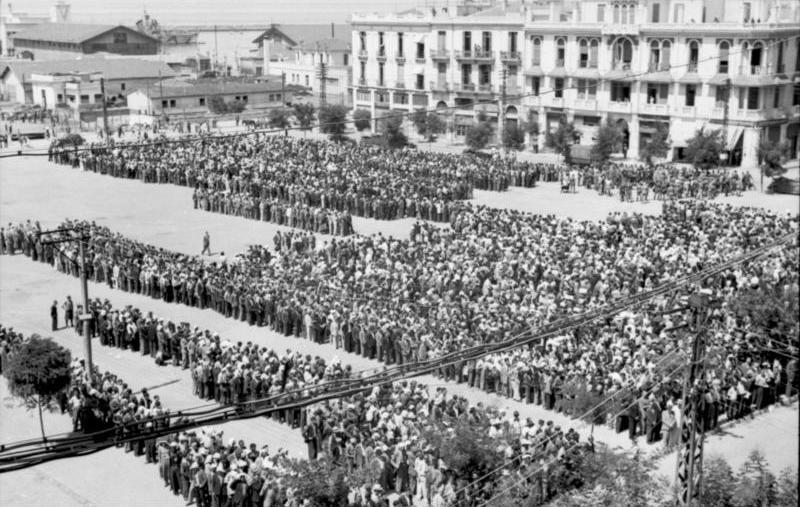
テッサロニキ中心部でのナチスによるユダヤ人男性の登録

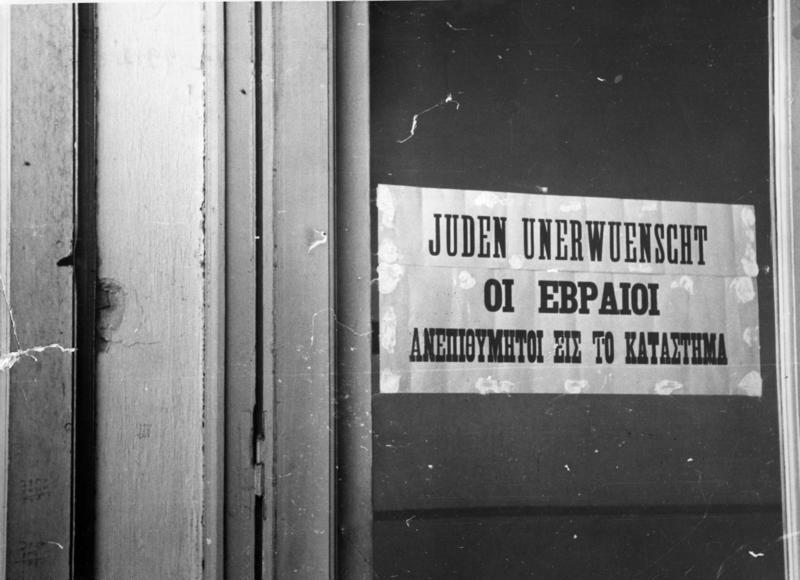
第二次世界大戦時、ナチの傀儡政権であったギリシャ国の時にあった「ユダヤ人お断り」のサイン

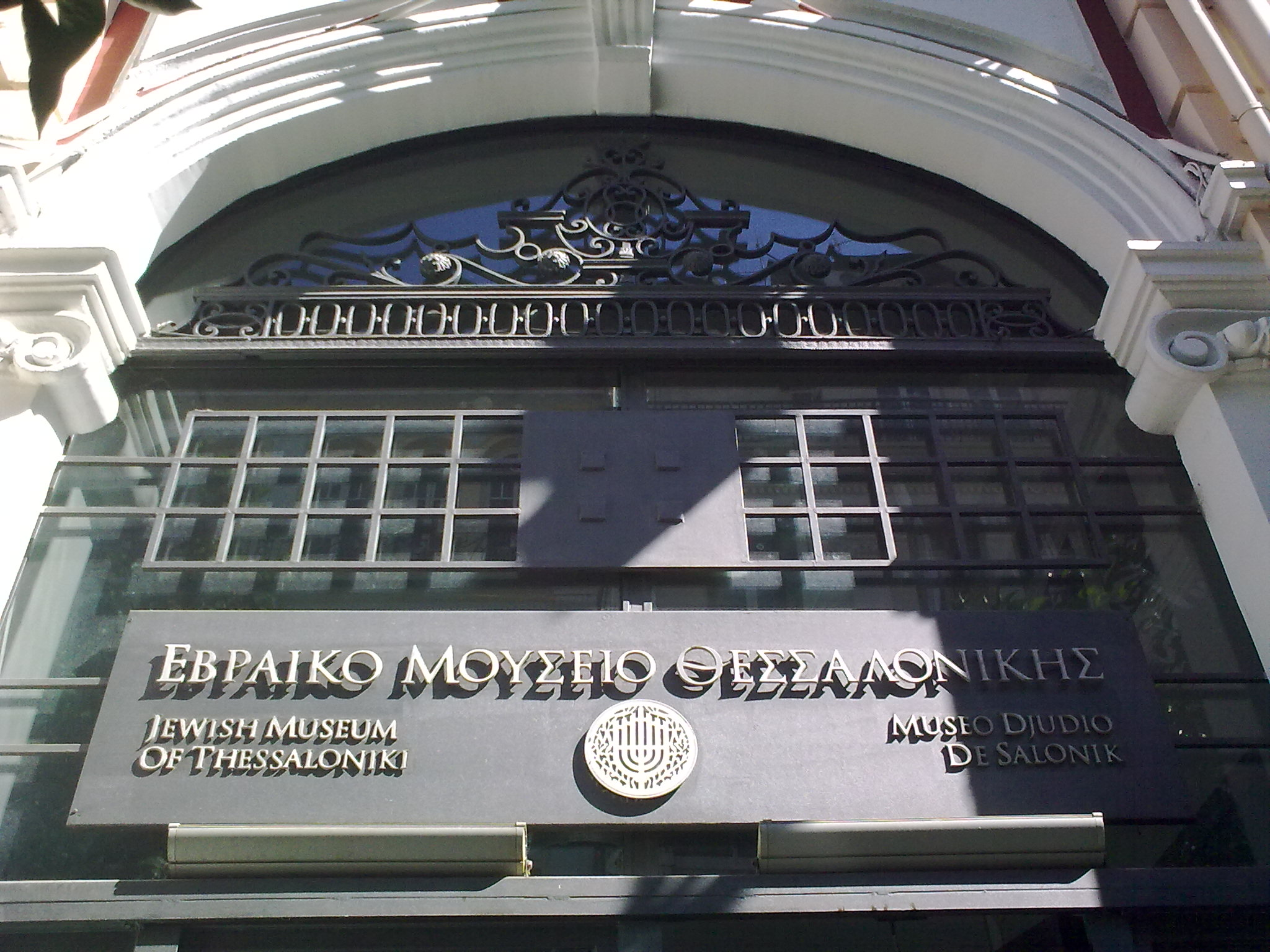
テッサロニキのユダヤ人博物館

ギリシャでのユダヤ人人口はヨーロッパ本土ではもっとも古いもので、そのほとんどがセファルディムである。テッサロニキはセファルディム系ユダヤ人の最大の中心となり、「イスラエルの母」la madre de Israelと言う愛称 や「バルカンのエルサレム」 "Jerusalem of the Balkans"と言う愛称が町に付けられていた。また、歴史的に重要で古代のギリシア語を話すロマニオットのコミュニティも含まれていた。オスマン帝国が支配していた時代、セファルディムのコミュニティはテッサロニキの人口の半分以上を占め、ギリシャが独立しギリシャ人の人口が増える1912年まで商業の分野を支配していた。1680年代、300のセファルディムの家族、シャブタイ・ツヴィの信奉者はイスラム教に改宗し、彼らはデンメ派として知られサロニカ（テッサロニキ）に移住しユダヤ人の多数派を占め、活発なコミュニティを設立し約250年間にわたり繁栄した。デンメ派の多くの子孫たちは後に交易の分野で目立つようになっている。多くのテッサロニキに居住するユダヤ人たちはラディーノ語（ユダヤ・スペイン語）を話し、セファルディム系のユダヤ人たちはロマンス諸語を話していた。
1917年テッサロニキ大火では市中心部のほとんどが焼け50,000のユダヤ人の家を失い、合計72,000人の居住者が家を焼尽されている。大火の後、家や仕事を失ったユダヤ人の多くはアメリカやパレスチナ、パリなどに移住している。ユダヤ人たちは、その後ついには実行された政府が作る再建のための新しい都市計画を待てなかった。希土戦争後の1922年にトルコからギリシャ人が追放され多くの難民がギリシャにやって来た。10万人近くのギリシャ人たちがテッサロニキに再定住することになり、ユダヤ人の割合は減ることになり市の人口に占める割合は20%になった。戦間期にギリシャ政府はユダヤ人に他のギリシャ市民と同様の公民権を認めた。1926年3月にギリシャ政府は市民が等しく権利を享受することを再強調し、相当数のテッサロニキのユダヤ人は留まることを決心した。第二次世界大戦に突入すると、1941年からドイツがギリシャを占領し反ユダヤ政策を始めたためユダヤ系のギリシャ人にとって災いがもたらされた。1940年代の大多数のユダヤ系ギリシャ人のコミュニティはユダヤ、ギリシャ両方で確固として同一視された。ミーシャ・グラニーによれば大部分のユダヤ系ギリシャ人たちは北ヨーロッパで起こったような反ユダヤ主義には遭遇しなかったとしている。
1943年にナチス・ドイツはテッサロニキで反ユダヤ政策を始め、鉄道線路近くのゲットーへ入ることを強要したり国外追放を行い強制収容所への連行を開始した。ホロコーストの期間、全ての年代のテッサロニキのユダヤ人の約96%は追放されたり殺害されている。今日、テッサロニキのユダヤ人コミュニティは約1,200人程度が残っている。テッサロニキのユダヤ人コミュニティ（セファルディム、ロマニオット）の子孫たちは主にアメリカやイスラエルなど他国で暮らしている。
| 年      | 合計 人口数 | ユダヤ人の | ユダヤ人の | 出典                                        |
| 年      | 合計 人口数 | 人口数     | 人口割合   | 出典                                        |
| ------- | ----------- | ---------- | ---------- | ------------------------------------------- |
| 1842    | 70,000      | 36,000     | 51%        | Jakob Philipp Fallmerayer                   |
| 1870    | 90,000      | 50,000     | 56%        | ギリシャの教科書 (G.K. Moraitopoulos, 1882) |
| 1882/84 | 85,000      | 48,000     | 56%        | オスマン帝国の国勢調査                      |
| 1902    | 126,000     | 62,000     | 49%        | オスマン帝国の国勢調査                      |
| 1913    | 157,889     | 61,439     | 39%        | ギリシャ政府による国勢調査                  |
| 1917    | 271,157     | 52,000     | 19%        | [ 124 ]                                     |
| 1943    |             | 50,000     |            |                                             |
| 2000    | 363,987     | 1,000      | 0.27%      |                                             |

## 文化

### 公園
テッサロニキの都心部はあまり緑が多いとは見られておらず、そのスペースも少ない。オープンスペースが多くあるのは沿岸のウォーターフロント周辺で、 ΧΑΝΘ/Palios Zoologikos Kiposと名付けられている。ペディオ・トウ・アレオス公園Pedio tou Areosは年間を通じて混雑しており、 ネオ・パラリア公園Nea Paraliaは沿岸に沿って3kmの長さがありホワイトタワーからコンサートホールまで続いている。ネオ・パラリア公園では年間を通して様々なイベントが行われており、カフェやバーなどがある。テッサロニキを離れた郊外には風光明媚な自然公園やビーチが多くあり、夏のヴァカンスで過ごしたり市民の憩いの場所となっている。

### 博物館・美術館

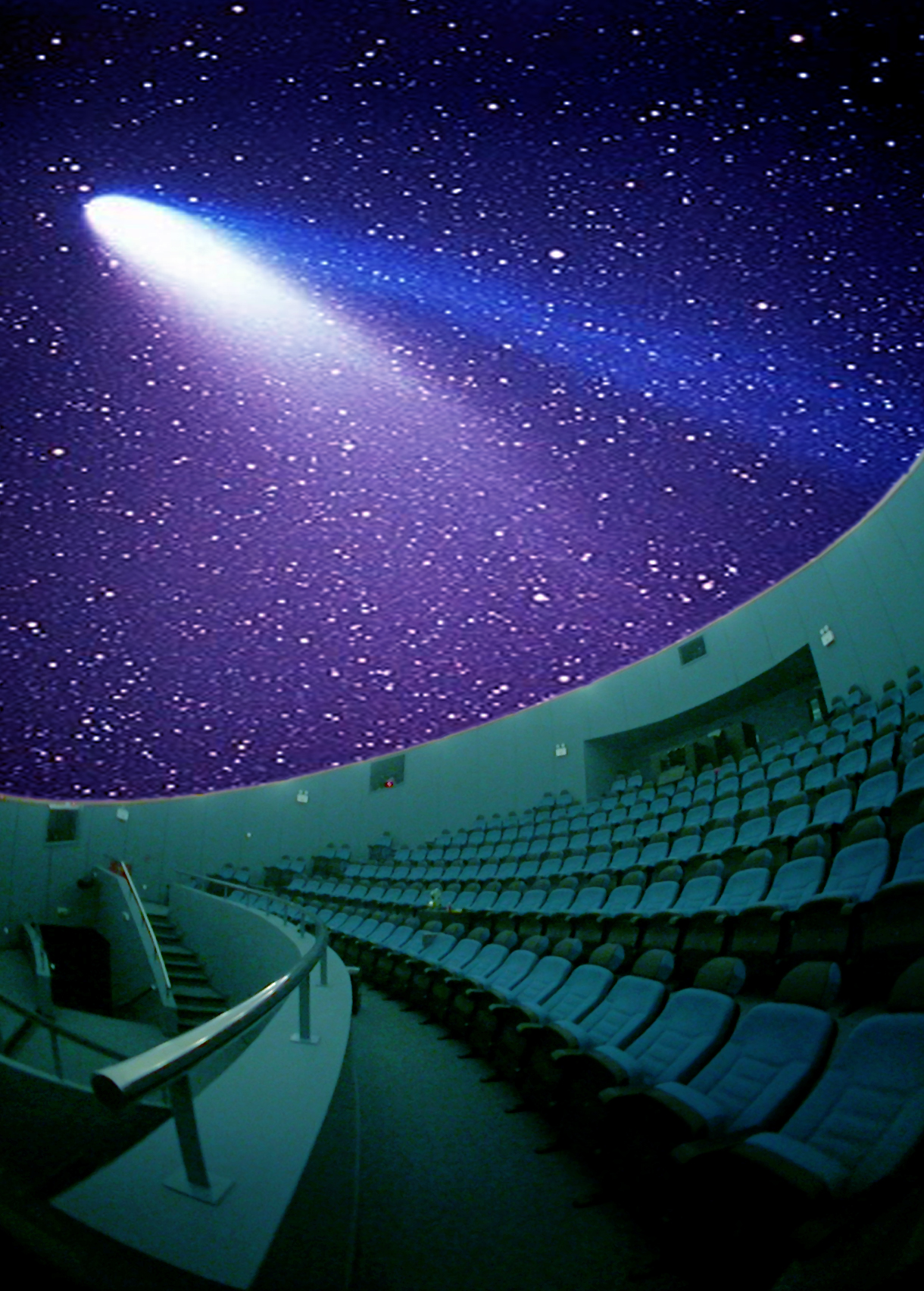
テッサロニキ科学センター・技術博物館のプラネタリウム

テッサロニキは豊富で多様な歴史から多くの種類の博物館が立地している。市の中心部にはテッサロニキ考古学博物館と東ローマ文化博物館のテッサロニキではもっとも有名な2つの博物館がある。テッサロニキ考古学博物館は1962年に設立され重要なマケドニア王国の遺物が収蔵され、その範囲は広くヴェルギナとペラの王宮の黄金の遺物も含まれる。また、新石器時代や青銅器時代に遡るものも展示されている。東ローマ文化博物館はテッサロニキではもっとも有名な博物館の一つでテッサロニキの栄光であった東ローマ帝国時代のものが展示されている。博物館は2005年に欧州評議会から博物館賞を受賞している。ホワイトタワー博物館はホワイトタワーが築かれた15世紀から最近までのテッサロニキに関連したものが展示されている。
テッサロニキでもっともモダンな博物館はテッサロニキ科学センター・技術博物館でギリシャや南東ヨーロッパの中でも先進的なものである。この博物館の特徴はギリシャでは最大のプラネタリウムがある。他に産業や技術に関連した博物館にはテッサロニキ鉄道博物館があり、オリジナルのオリエントエクスプレスの列車が収蔵されている。テッサロニキには教育やスポーツに関連した博物館であるテッサロニキオリンピック博物館とテッサロニキスポーツ博物館がある。
アタテュルク博物館には近代トルコを建国したムスタファ・ケマル・アタテュルクに関連した博物館で、アタチュルクはテッサロニキで生まれている。現在、博物館にはトルコの領事館が併設されているが入場料は無料である。
その他に民族に関連した博物館としてバルカン戦争歴史博物館やテッサロニキユダヤ博物館、マケドニア闘争博物館などがある。
テッサロニキはマケドニア近代美術館のような美術館もあり、ギリシャ人の名の知れた画家や海外の作品が展示されている。テログリオン芸術財団はアリストレス大学の一部で19世紀から20世紀にかけての幅広く重要な画家の作品を収集している。テッサロニキ写真博物館には多くの重要な作品が展示されテッサロニキ旧港内に位置している。

### 遺跡

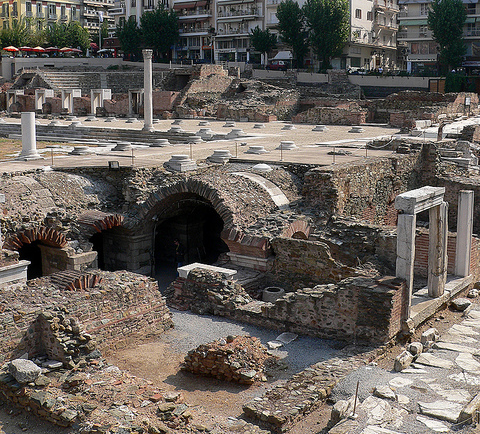
ローマのフォルム跡

テッサロニキでは多くの貴重な遺跡が発見され、その中からはユネスコの世界遺産に登録されているものもある。
ローマ帝国時代
市街地中心部のアリストテレス広場横にある古代アゴラは2世紀頃に造られたもので、敷石で舗装された長方形のフォルム（中央広場）を囲む列柱廊と、ローマ風呂やローマ劇場が造られていた。これらの施設は6世紀頃まで使われていたと考えられている。
4世紀初頭の皇帝ガレリウスの時代には、テッサロニキにはマケドニア管区の首都が置かれていた。ガレリウスが造った代表的な施設のうち、ガレリウスの宮殿には八角形の玉座の間があったと考えられる建物跡が残っている。また宮殿の複合施設からは多数のモザイクも出土している。この宮殿は11世紀頃まで使われていたと考えられている。付近には、サーサーン朝ペルシアに勝利したガレリウスを記念するために造られたガレリウスの凱旋門や、ガレリウスの霊廟となる予定だったロトンダが現在でも残っている。
オスマン帝国時代以降
オスマン帝国時代に造られたベイ・ハマムは、ギリシャ国内に残るオスマン帝国時代の遺跡としては貴重なものであり、また海岸線に建てられた砦ホワイトタワーはテッサロニキのランドマークとなっている。
また、ロトンダの北にはトルコ建国の父であるアタテュルクの生家がある。

### 演劇
テッサロニキはギリシャ北部の文化やエンターテイメントの中心としてだけでなく、ギリシャ全土の文化の中心である。テッサロニキのメインシアターは北部ギリシャ国立劇場（Κρατικό Θέατρο Βορείου Ελλάδος）により運営され、1961年に設立された。野外演劇も行われている。1997年にテッサロニキは欧州文化首都に指定され、テッサロニキでは初のオペラが誕生し、今日では北部ギリシャ国立劇場の独立した部門となっている。オペラはテッサロニキコンサートホールを拠点としているが、このコンサートホールはギリシャでは最大規模のものである。最近では日本人建築家磯崎新による設計によって二番目の建物が建築された。テッサロニキには二つの交響楽団「テッサロニキ国立交響楽団」と「テッサロニキ市立交響楽団」が拠点としている。

### イベント
テッサロニキは多くのフェスティバルやイベントが行われている。テッサロニキ国際トレードフェアはテッサロニキとっては重要な行事で毎年行われており、経済振興に役割を果たしている。トレードフェアが始まったのは1926年 のことで毎年テッサロニキ国際エキシビジョンセンターで開催されている。このフェアでは大きな政治的な注目も集めており、ギリシャの首相が翌年の政権運営の大綱を表明する場にもなっている。2010年のトレードフェアでは25万人以上の来訪者を集めた。
テッサロニキ国際映画祭は南欧ではもっとも重要な映画祭の一つで、フランシス・フォード・コッポラ、フェイ・ダナウェイ、カトリーヌ・ドヌーヴ、イレーネ・パパス、ファティ・アキンなど著名な映画監督や俳優を集めている。映画祭は1960年以来開催されている。1999年に設立されたテッサロニキ・ドキュメンタリー祭はドキュメンタリーに特化しており、多くの作品が参加しFIPRESCIや聴衆により賞が選出される。どちらの映画祭もアリストテロス広場にある1950年代創業の老舗映画館「オリュンピオン」を中心に開催される。

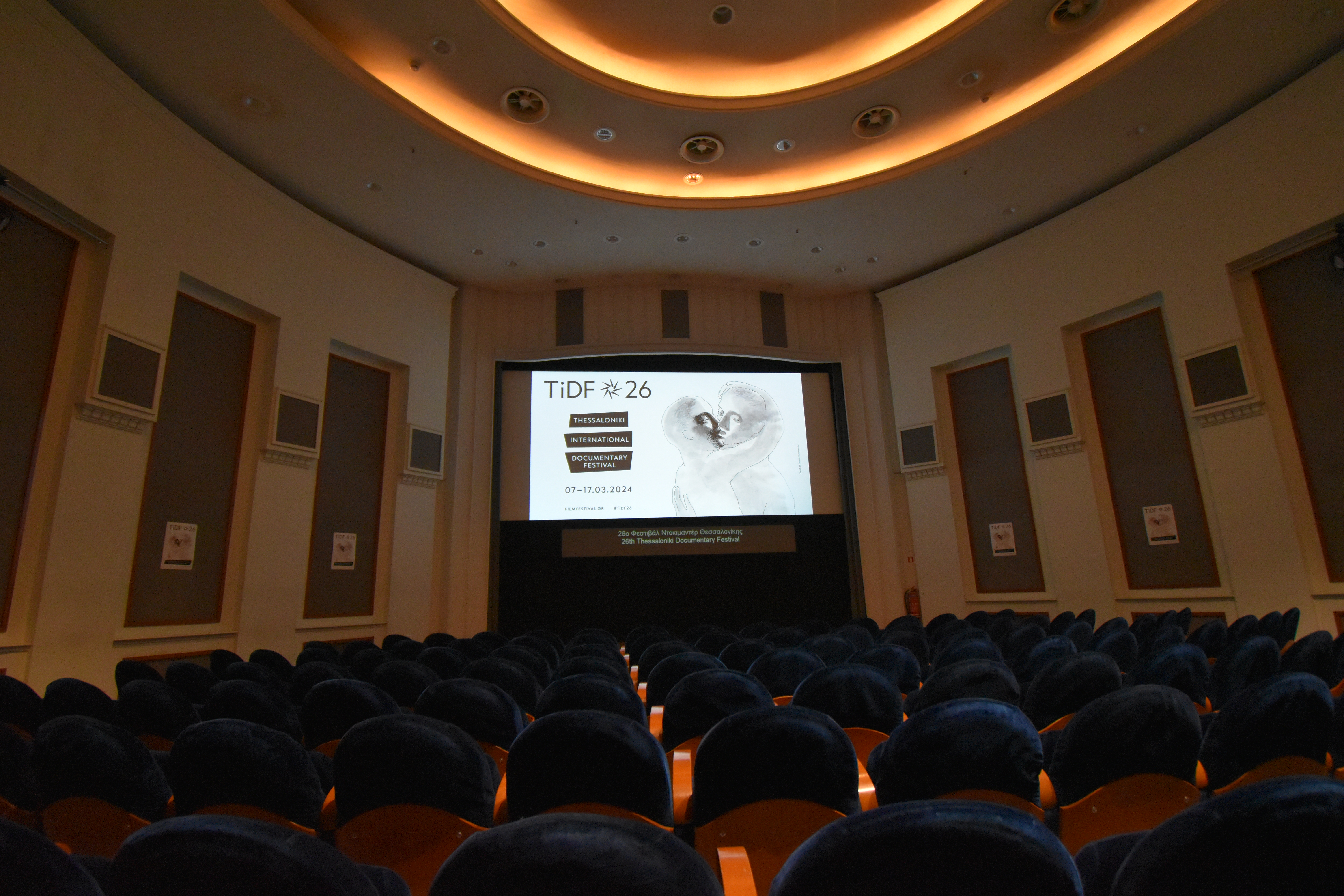
2024年のテッサロニキ・ドキュメンタリー祭

### スポーツ

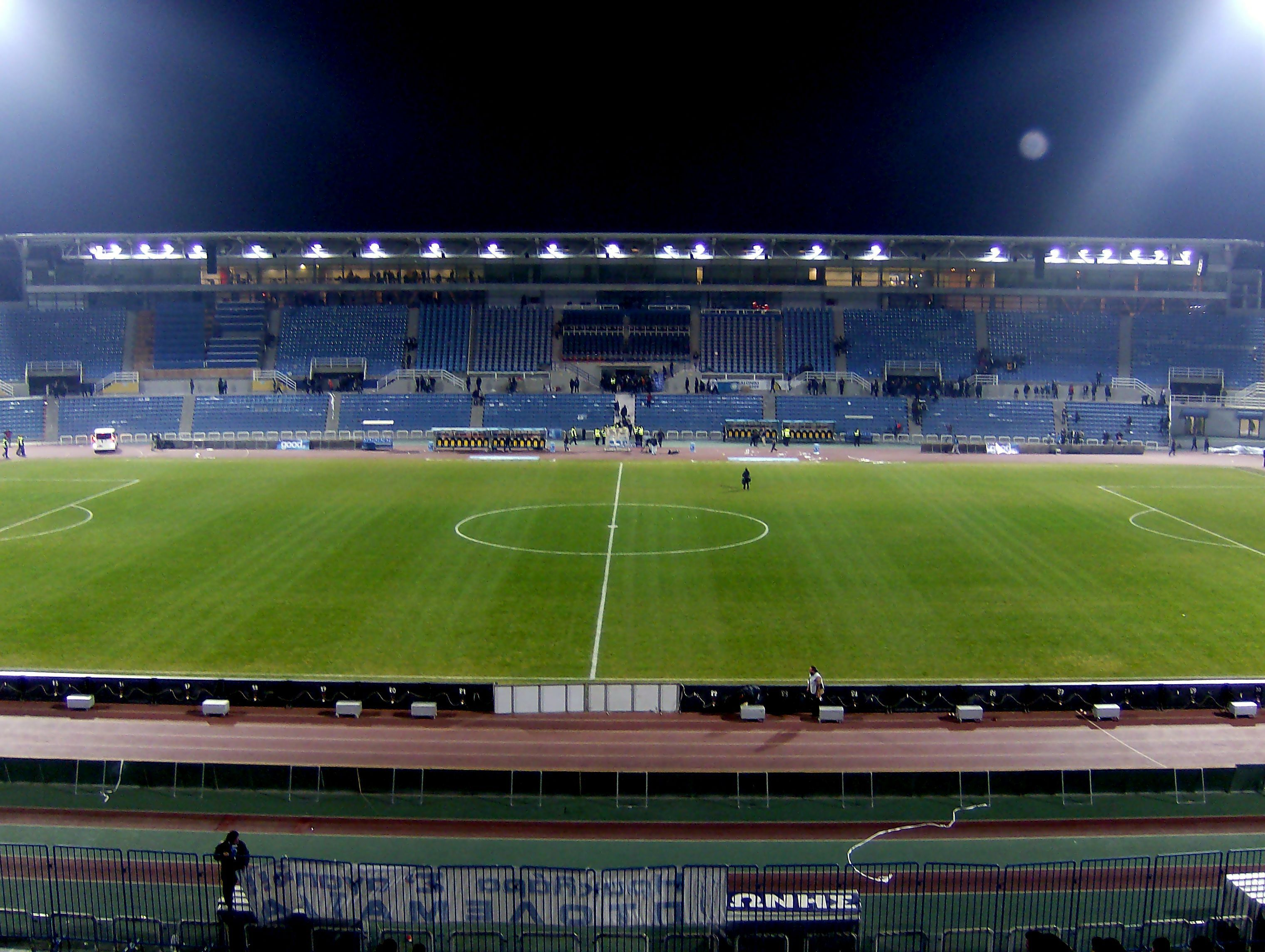
カフタンゾグリオスタジアム

テッサロニキのサッカークラブとしては2021年現在1部リーグギリシャ・スーパーリーグに所属するPAOKテッサロニキとアリス・テッサロニキ、2部リーグギリシャ・スーパーリーグ2に所属するイラクリス・テッサロニキFCの3クラブが所在している。オリンピアコスをはじめとするアテネに所在するクラブとの試合はもちろん、PAOKとアリスによる「テッサロニキ・ダービー」は街を二分する人気を誇っている。PAOKはトゥンバ・スタジアム、アリスはクレアンシス・ヴィケリディス・スタジアムと自前のサッカー専用スタジアムをホームとしており、イラクリスFCは市内最大のスタジアムである多目的スタジアムのカフタンゾグリオスタジアムをホームとしている。カフランゾグリオスタジアムでは陸上競技の行事も行われ、ヨーロッパ陸上競技連盟の行事であるテッサロニキオリンピック会議が毎年行われたり、ギリシャナショナルチャンピオンシップ2009の開催など様々な陸上競技の大会に使用されている。2004年のアテネオリンピックの時には公式スタジアムに指定され、2009年にはIAAFワールドアスレチックツアーの2009 IAAF World Athletics Finalが開催された。
テッサロニキにはインドアのアリーナも多くあり、国営のAlexandreio MelathronやPAOKスポーツアリーナ、YMCAのインドアホールがある。テッサロニキ近隣のカルマリアをベーストするApollon Kalamarias F.C.やエヴォスモスをベーストするAgrotikos Asteras FCなどのサッカーのクラブチームがある。テッサロニキをベーストするサッカーやバスケットボール、水球のクラブチームにはトーナメントで優勝した歴史もあり経験が豊富である。テッサロニキの街はギリシャでのバスケットボール発展にとって大きな役割を果たしており地元のYMCAが最初にスポーツとして導入している。

### メディア
テッサロニキはギリシャ国営放送のテレビやラジオ局が拠点としている。また、テッサロニキ自治体がFM100、FM101、FM100.6などの3局のラジオ局を運営しており、TV100は1988年にギリシャでは初の国営ではないテレビ局として開局した。テッサロニキからいくつかの民放局も放送を行っており、マケドニアテレビはその中でももっともポピュラーである。新聞も各紙が流通しており、その中でもマケドニアはテッサロニキで1911年に最初に創刊された新聞である。

### 食文化

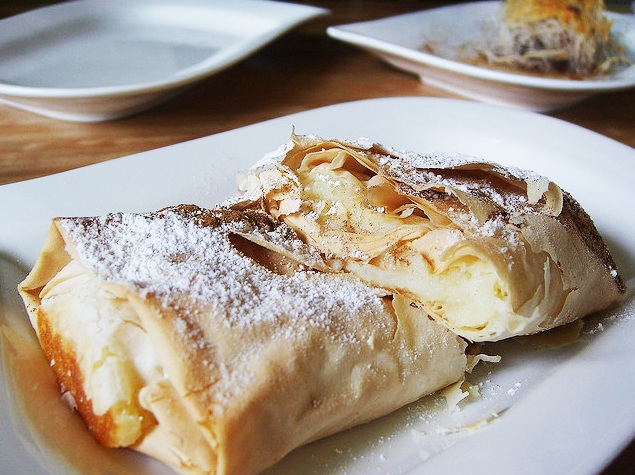
テッサロニキ発祥の典型的なブガツァ

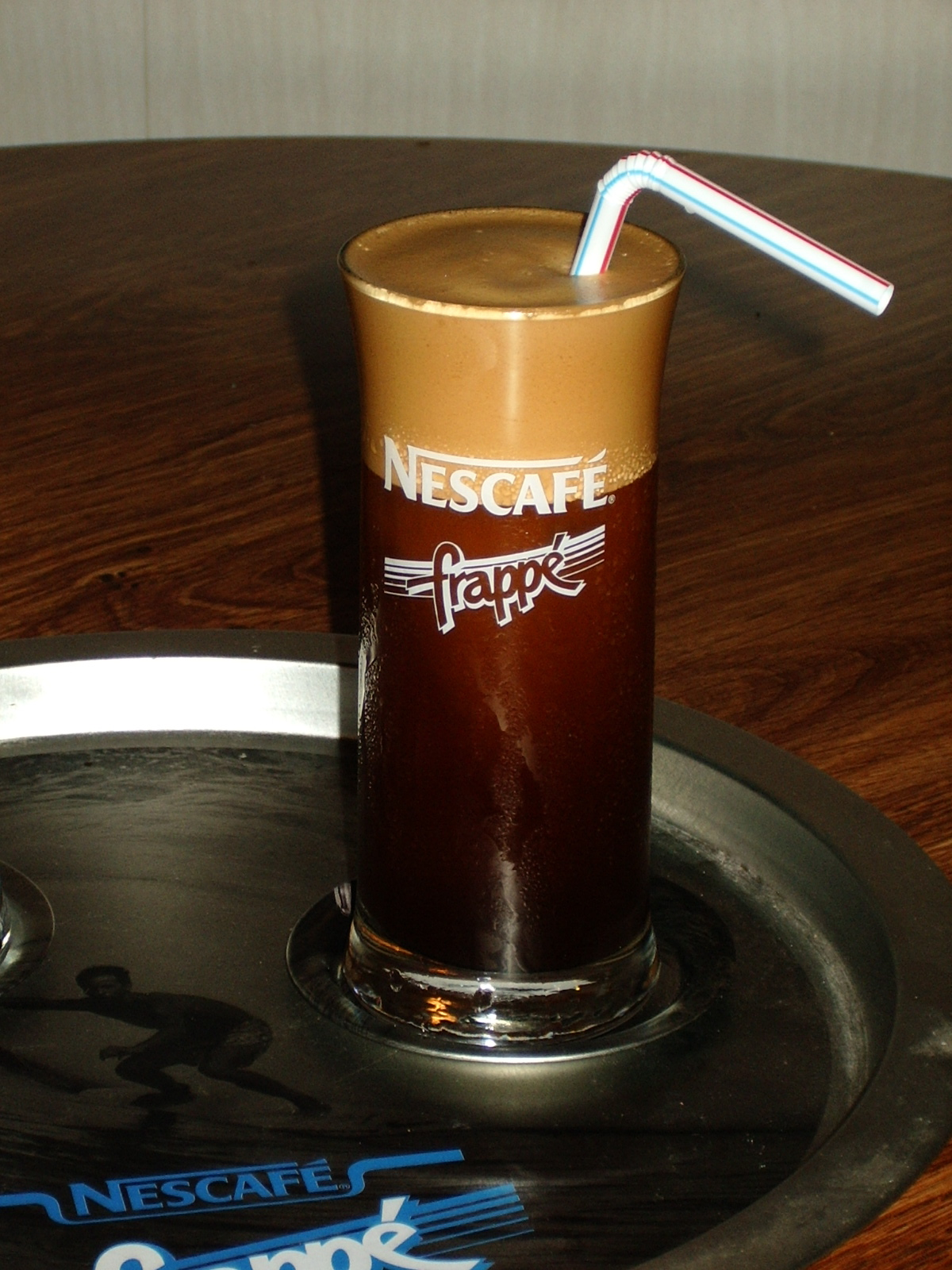
フラッペコーヒー

テッサロニキをはじめギリシャ北部はオスマンの支配下にギリシャ南部よりも100年近く長く残ったことにより、料理には多くのオリエントからの影響が残されている。テッサロニキの料理ではスパイスはとくに重要な役割を果たし、ギリシャ南部に比べ顕著である。テッサロニキのラダディカ地区はとくにテッサロニキの食に関しては活気がある場所で、ほとんどのタヴェルナ（飲食店）では伝統的なメゼや美味しい料理を提供している。ブガツァは朝食に食べられるペイストリーでテッサロニキではポピュラーな食べ物として市内に広がり、ギリシャや他のバルカンの地にも広がっている。ステレオタイプ的な見方ではテッサロニキ人はギリシャ風のフラッペコーヒーを飲んでいると言われる。フラッペコーヒーは1957年のテッサロニキ国際トレードフェアの時に考案されそれ以来、ギリシャやキプロスに広まりギリシャのコーヒー文化の特徴となった。

## 教育

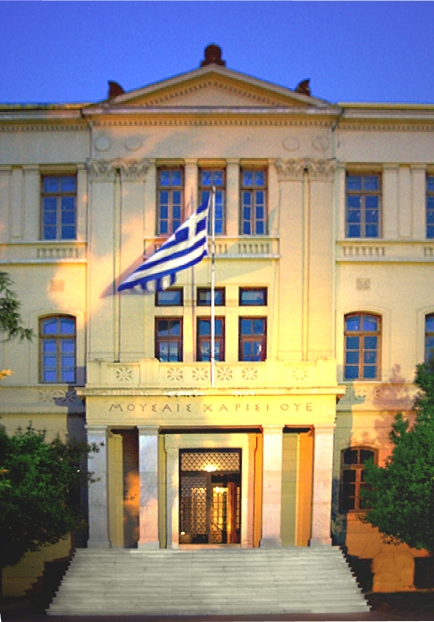
アリストテレス大学の哲学科の旧館

テッサロニキは学術においてギリシャでは重要な中心的都市である。テッサロニキ中心部にはアリストテレス大学とマケドニア大学の2つのギリシャでは最大規模の大学がある。アリストテレス大学は1926年に設立され現在、ギリシャでは最大の大学で 2010年現在の学生数は80,000人に上り、欧州間の大学の連携であるユトレヒトネットワークの会員である。 the academic year 2009-2010によればアリストテレス大学は芸術、人文科学の分野で世界のベスト150の大学に含まれ、タイムズ・ハイアー・エデュケーションとQuacquarelli Symondsが共同発行するTimes Higher Education-QS World University Rankings (en) で世界のベスト250の大学に含まれており、全世界のトップ2%の1つに含まれているとされる他、欧州域内やギリシャ国内でも著名な大学である。2010年以来、テッサロニキは一般市民にも広く開かれたオープン・ユニバーシティの拠点で、これはアリストテレス大学とマケドニア大学、テッサロニキ自治体により設立されている。
公立のテッサロニキ・アレクサンダー技術高等専門校が西郊のシンドスにあり、専門校がある地区はテッサロニキの産業ゾーンである。非常に多くの公立や私立の職業訓練機関（IEK）が若い生徒にプロの職業訓練を提供している他、 私立の大学によってアメリカやイギリスのアカデミックなカリュキラムが海外の大学との共同運営経由で組まれている。ギリシャ人の学生に加えて多くの海外の留学生を公立大学のエラスムスプログラムや全て揃った課程、市内の私立大学によってテッサロニキに惹き付けており、2006年現在のテッサロニキ市内の学生数はおよそ200,000人である。

## 交通

### バス交通

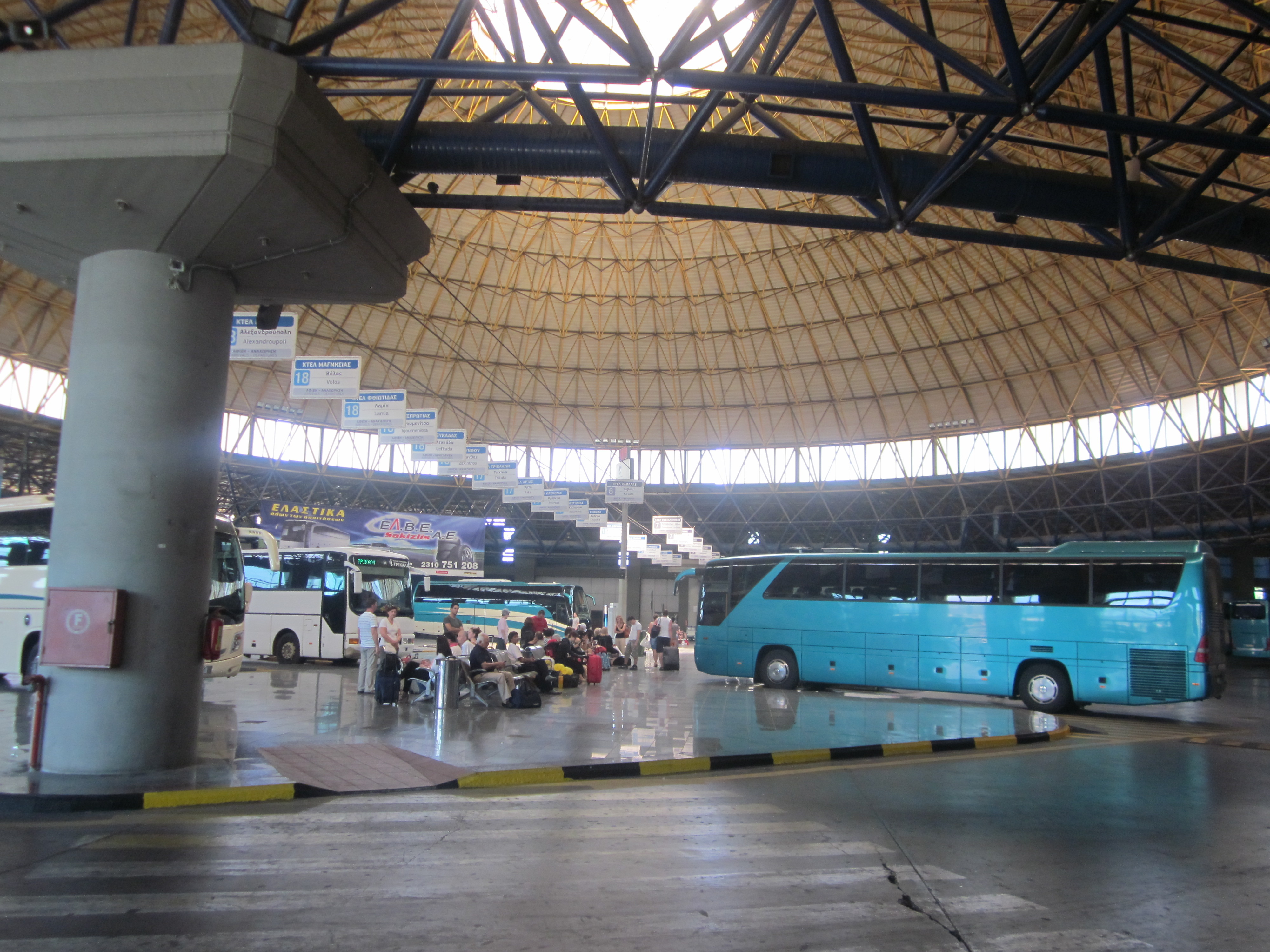
マケドニア・バスターミナル

テッサロニキの公共交通は路線バスが担っている。テッサロニキ市内のバス会社はテッサロニキ都市圏交通局（OASTH）でテッサロニキでは唯一の公共交通機関である。テッサロニキ都市圏内で604台のバスにより75系統のバス路線を運行している。国際間や地域間のバス路線は市中心部の西にあるマケドニア・バスターミナル（国際バスターミナル）から発着している。

### テッサロニキメトロ
テッサロニキ都市圏鉄道の建設は2006年に始まっており、2014年の完成が予定されていたが財政的な理由で遅れている。運行が開始されれば市内ではもっとも重要な公共交通機関になる。1次計画では営業距離9.6キロメートル (6.0 mi)に13駅が設けられ、1日当たり25万人が利用する予定である。テッサロニキメトロのいくつかの駅建設予定地では遺跡が発見されている。テッサロニキの交通拠点であるマケドニア中央バスステーションやテッサロニキ・マケドニア国際空港へのテッサロニキメトロの将来的な延伸は既に話し合われている。空港への延伸ではメトロの所有者であるアテネ地下鉄では地上鉄道かモノレール方式を検討している。テッサロニキ南西部の自治体カラマリア地区への延伸は既に建設計画に含まれ、北部のエフカリピアや西部のエヴォスモスへのさらなる延伸も検討されている。戦略的なプランとしてテッサロニキメトロでは2018年から2020年には3路線にする構想もあった。
2024年11月30日に、第一期区間となる9.6kmの区間が開通した。テッサロニキメトロのいくつかの駅建設予定地では遺跡が発見されている。地下鉄の建設工事中、ベニゼル駅では、作業員らは今から2300年以上前に敷設された道路を発見された。文化財の保護主義者らは、街の歴史の記念として、遺跡を元の場所に残すべきだと訴え、工事を請け負った企業は地下鉄路線の設計を大幅に見直し、当初の計画より35m以上深くトンネルを掘削した。遺跡はそのままの状態で保存され、一般公開されることになった。
この通りの一帯は、ベニゼル駅構内に設置された地下博物館の一部を形成しており、乗客は透明な吊り床をとおして鑑賞することができるようになっている。

### 近郊鉄道
ギリシャ国鉄による近郊鉄道プロアスティアコスの運行が、テッサロニキでは2007年から2008年に掛けて始められ、テッサロニキとラリサ及びエデッサとの間を結んでいる。軌道の一部や駅舎は刷新され、ラリサまでの所要時間は約1時間33分、エデッサまでの所要時間は1時間36分である。どちらも1〜2時間に1本の列車が運行されている。

### 航空
テッサロニキの空の玄関口はテッサロニキ・マケドニア国際空港が担っており、国際線国内線両方が就航している。空港には2,400m級の短い滑走路が2本あるが、これらの滑走路では大陸間の路線が就航出来ないため現在大規模な拡張工事が行われている。テルマイコス湾側に向かって滑走路の延伸が行われているが、地元の環境団体からはかなりの反対がある。滑走路の改良工事が完成すると、長距離の国際線や大型機によるチャーター便が可能となる。マスタープランでは新しいターミナルの建設やエプロンが構想されているが、経済状況の悪化で見通しは定かでない。

### 長距離鉄道
2011年2月にギリシャの経済危機によりすべての国際列車の運行が休止されていたが、2014年現在ではソフィアやスコピエ行きの一部の国際列車は運行を再開している。以前はテッサロニキはバルカン半島では国際的な鉄道の要衝でソフィアやスコピエ、ベオグラード、モスクワ、ブダペスト、ブカレスト、イスタンブールなどと国際列車により直接結ばれていた。テッサロニキはギリシャ国内の鉄道の要衝としては中心的な機能は残されており、ギリシャでは最大の操車場がある。町の中央駅であるテッサロニキ新駅からギリシャ国鉄の運行部門であるTrainOSEが運行する列車がアテネなどをはじめギリシャ国内の各地へ向け運行されている。

### 航路
テッサロニキ港からは季節運行のフェリーによってスポラデスや他のエーゲ海の島々と結ぶ航路が運航されており、テッサロニキのターミナルは2007年に162,731人の旅客を扱いエーゲ海域では最大規模となっている。より多くの航路の開設や港の改良が行われ、テッサロニキ港は徐々にではあるが東地中海の著名なクルージングの観光港へと変化している。

### 道路
テッサロニキは欧州自動車道路E75号線（A1）、E90号線（A2）、A25の幹線道路が交わる要衝である。これらの道路によって近隣のマケドニア共和国やブルガリア、トルコと結ばれている。テッサロニキ周辺を走るC形のバイパスによって先の幹線道路同士は結ばれている。高速道路では片側3車線で最高速度は 90キロメートル毎時 (56 mph)である。1日あたり120,000台以上の通行があり、市内では最も通行量がある。1975年に30,000台の通行量で計画されたため、現在では計画通行量を大幅に上回るようになってしまった。2004年に高速道路の改良の努力にもかかわらず2011年にはより大規模なスケールでの再構築が表面化し、2012年の早い時期に入札が予定されており 計画には緊急レーンの追加や西側に新しいジャンクションの設置、既存区間への新たな高架区間の追加、東側での車線の追加などが含まれている。環状道路の西側部分の建設も計画されている。
- 高速道路
  - A1/E75（マケドニア共和国、ラリサ、アテネ） 西方向
  - A2/E90（コザニ、ヨアニナ、イグメニツァ）　西方向（カヴァラ、クサンティ、アレクサンドルーポリ、トルコ）　東方向
  - A25/EO12/E79（セレス、ブルガリア）　北方向
  - A25/EO67（テッサロニキ・マケドニア国際空港、ネア・モウダニア）南方向
- 国道
  - EO2号線/E86（エデッサ、フロリナ）　西方向
  - EO12/E79（セレス、ドラマ）　北方向
  - EO16（ポリギロス、オウラノポリ）　南西方向
  - EO65（キルキス、ドイラニ）　北方向

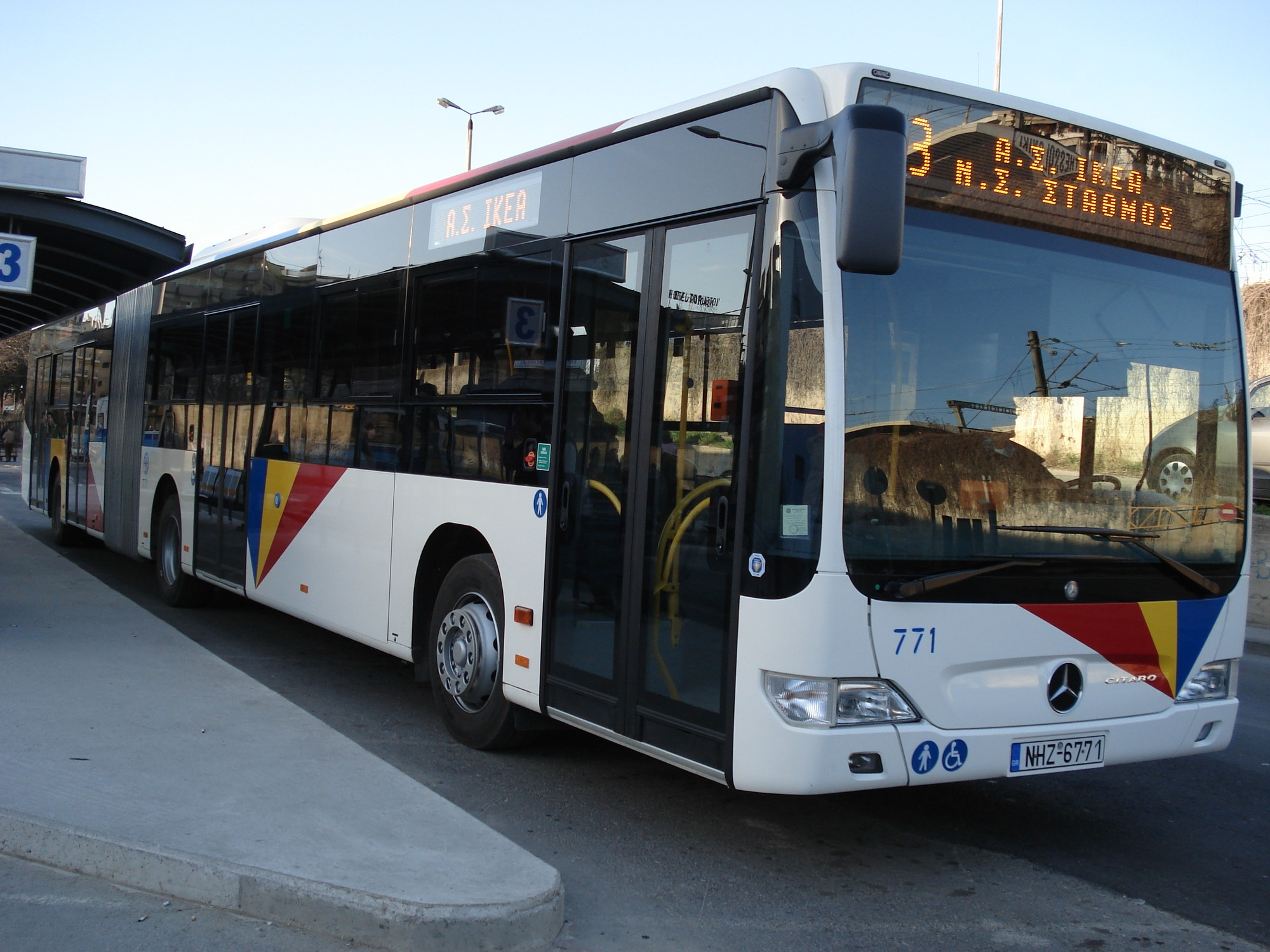
テッサロニキ都市圏交通局の路線バス
近郊鉄道網
テッサロニキメトロの路線図
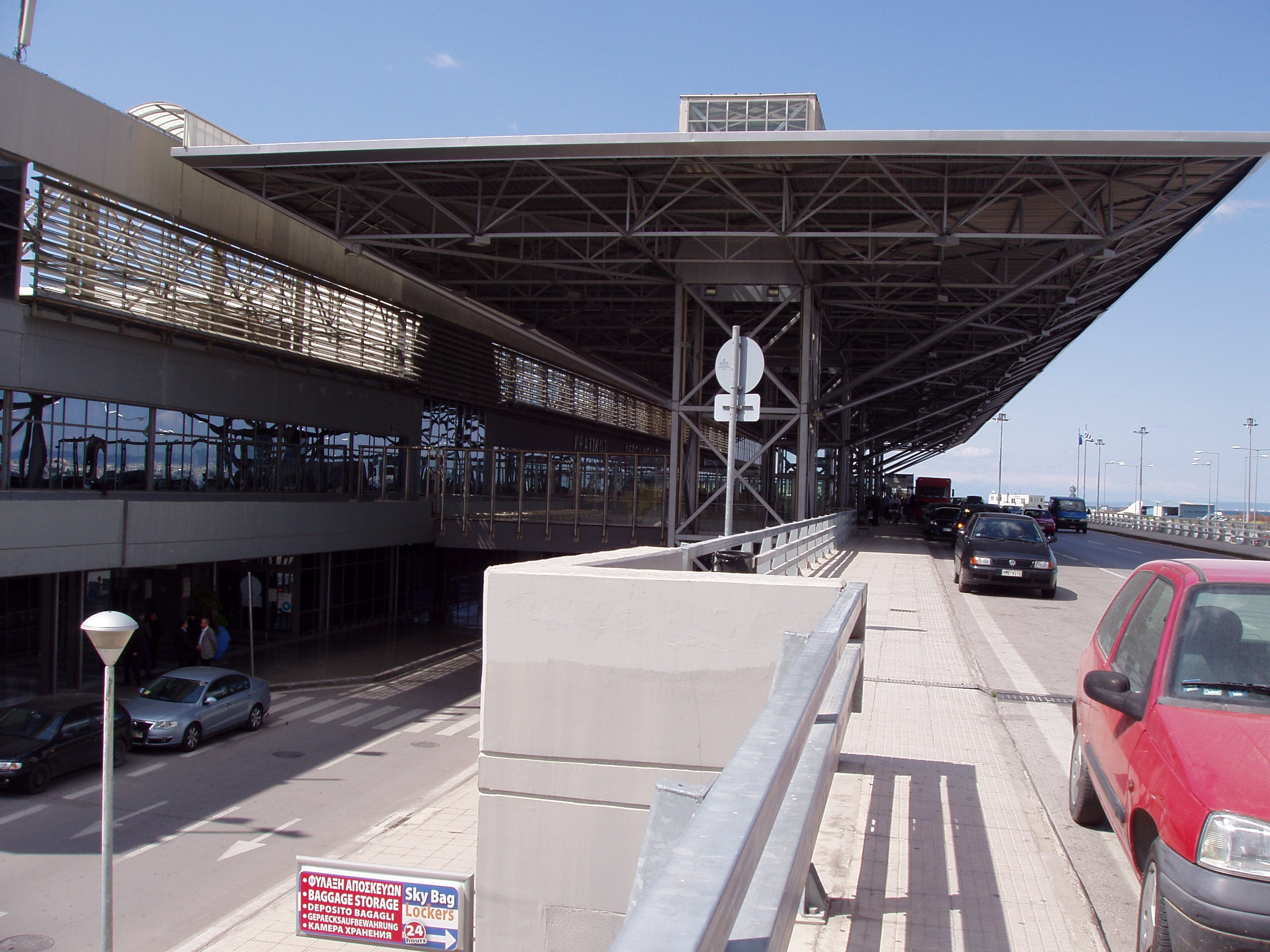
テッサロニキ・マケドニア国際空港
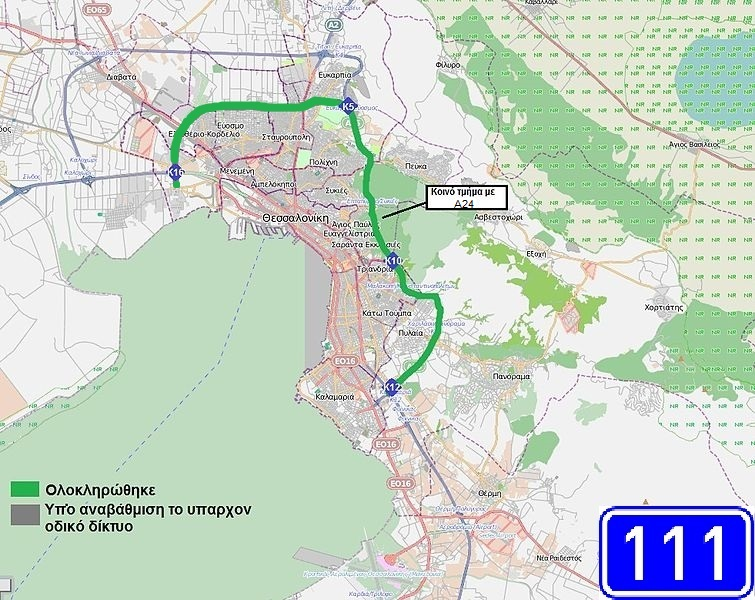
環状道路図

## 出身者・ゆかりの人物
- モーリス・アブラヴァネル - 指揮者
- アリスタルコ - 新約聖書に登場する人物
- ムスタファ・ケマル・アタテュルク - オスマン帝国の将軍、トルコ共和国の元帥、トルコ共和国初代大統領
- ニコラオス・カヴァシラス - ビザンティン帝国の神秘主義者、神学著作家
- イサーク・カラッソ - 医師、実業家、ダノンの創業者
- キュリロス - キリスト教修道士
- トライアノス・デラス - サッカー選手
- ガス・G - ギタリスト
- ナーズム・ヒクメット - 詩人、劇作家、共産主義者
- アフェト・イナン - 歴史家、社会学者
- メトディオス - キリスト教聖職者
- ナイトレイジ - メロディックデスメタルのバンド
- サーリフ・オムルタク - 軍人
- ディミトリオス・サルピンギディス - サッカー選手
- ニコラス・ジシス - バスケットボール選手
- マルクス・トゥッリウス・キケロ - 政治家、文筆家、哲学者
- グレゴリオス・パラマス - 神学者、アトス山の修道士、テサロニケの大主教
- グリゴリス・ランブラキス - 政治家、この地で暗殺された。
- カテリナ・サケラロプル - 裁判官、大統領
- コスタス・ツィミカス - サッカー選手
- ザホス・サモラダス - 映画監督

## 国際関係

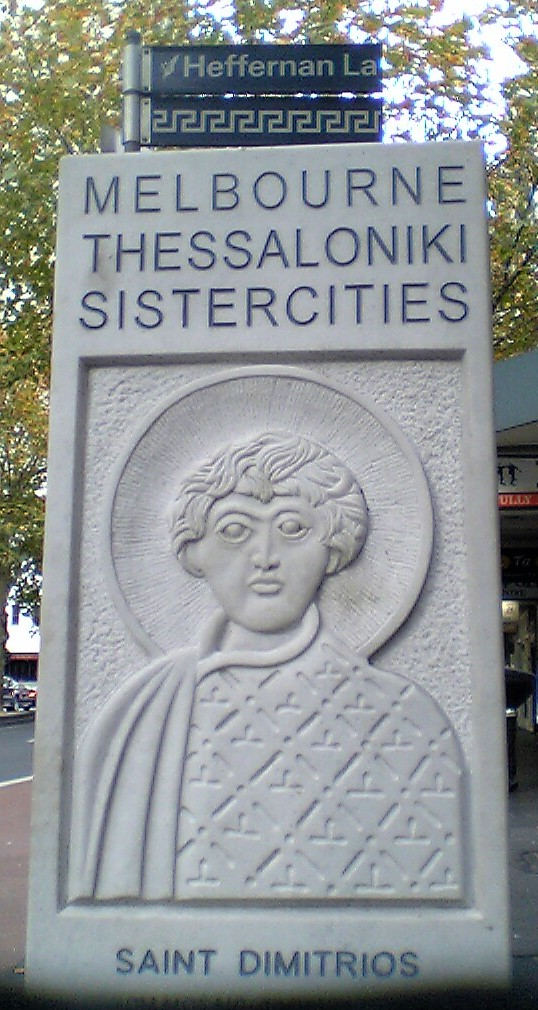
メルボルンにある姉妹都市の記念石柱

テッサロニキは以下の都市と姉妹都市、協力都市の関係にある。
| - ハートフォード、アメリカ 1962年3月5日- - アレクサンドリア、エジプト 1993年7月12日- - ボローニャ、イタリア 1984年10月20日- - ブラチスラヴァ、スロバキア 1986年4月23日- - ケルン、ドイツ 1988年5月3日- - コンスタンツァ、ルーマニア 1988年7月5日- - アクヒサール、トルコ 1988年8月25日- - ドゥラス、アルバニア 2012年4月5日- - コルチャ、アルバニア 2005年10月14日- - ライプツィヒ、ドイツ 1984年10月17日- - リマソール、キプロス 1984年6月30日- - メルボルン、オーストラリア 1984年3月19日- - ニース、フランス 1992年3月20日- - プロヴディフ、ブルガリア 1984年2月17日- - サンフランシスコ、アメリカ 1990年8月6日- - テルアビブ、イスラエル 1994年11月24日- - コルカタ、インド 2001年3月13日- - アマスィヤ、トルコ 2001年8月25日- - 天津市、中国 2002年3月4日- - 東莞市、中国 2008年10月24日- - 釜山広域市、韓国 2010年3月8日- | - ボストン、アメリカ 1996年4月21日- - ブルックリン・センター、アメリカ 1992年7月5日- - ブダペスト、ハンガリー 1993年4月5日- - ドニプロ、ウクライナ 2003年4月18日- - ギュムリ、アルメニア 2000年11月23日- - マルセイユ、フランス 1991年6月4日- - フィラデルフィア、アメリカ 2004年4月1日- - サンクトペテルブルク、ロシア 2003年- - 瀋陽市、中国 2000年3月23日- - トロント、カナダ 1986年9月5日- - ヴェネツィア、イタリア 2003年7月17日- - トリポリ、リビア 2007年6月23日- - イズミル、トルコ 2009年2月6日- |